# Musik im 12. Jahrhundert
Liste der Musikjahre

11. Jahrhundert | Musik im 12. Jahrhundert | 13. Jahrhundert | 14. Jahrhundert | 1400  | 1401  | ►  | ►►

Weitere Ereignisse
Dieser Artikel behandelt die Musik im 12. Jahrhundert.
Die geistliche und weltliche Musik des 12. Jahrhunderts ist geprägt durch folgende Entwicklungen: a. Polyphonie: Die Weiterentwicklung mehrstimmiger Musik durch die Notre-Dame-Schule in Paris im Zeitraum 1160/80 bis 1230/50. Komponisten wie Léonin und Pérotin schaffen komplexe Organa, die mehrere Stimmen kombinieren und somit die Grundlage für die spätere polyphone Musik legen. b. Troubadours und Trouvères: In Südfrankreich (Troubadours) und Nordfrankreich (Trouvères) entstehen bedeutende Traditionen weltlicher Musik. Diese Dichter und Komponisten schaffen Lieder in den regionalen Volkssprachen, die Themen wie Liebe, Politik und Moral behandeln. c. Minnesang: Der Minnesang, eine Form der höfischen Liebeslyrik, erlebt im 12. Jahrhundert im deutschen Sprachraum eine Blütezeit. Dichter und Sänger wie Walther von der Vogelweide und Heinrich von Veldeke prägen diese Gattung, die sowohl poetische als auch musikalische Elemente vereint. d. Notenschrift: Im 12. Jahrhundert werden die Neumen weiterentwickelt, was zu präziseren Notationssystemen führt. Dies ermöglicht eine genauere Aufzeichnung von Rhythmus und Melodie und trägt zur Verbreitung und Standardisierung von Musik bei.

## Ereignisse und Personalia

### Ereignisse und Personalia 1101 bis 1125
1102
- Fürstentum Kleinarmenien – Der Dichter, Theologe und spätere „Katholikos der Armenier“ Nerses IV. Schnorhali wird geboren. Er wird ein Fünftel der überlieferten, kanonischen Gesänge aus dem armenischen Buch Sharakan komponieren.[1]

1103
- Song-Dynastie – Das Hofmusikamt dasheng fu wird bei der nördlichen Song-Dynastie in Kaifeng begründet.[2]

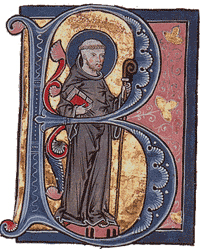
Bernhard von Clairvaux, Darstellung aus einer hochmittelalterlichen Handschrift

- Heiliges Römisches Reich – Der deutsche Mönch und Chronist Frutolf von Michelsberg stirbt. Ein Breviarium de musica stammt mit ziemlicher Sicherheit aus seiner Feder.[3]

1104

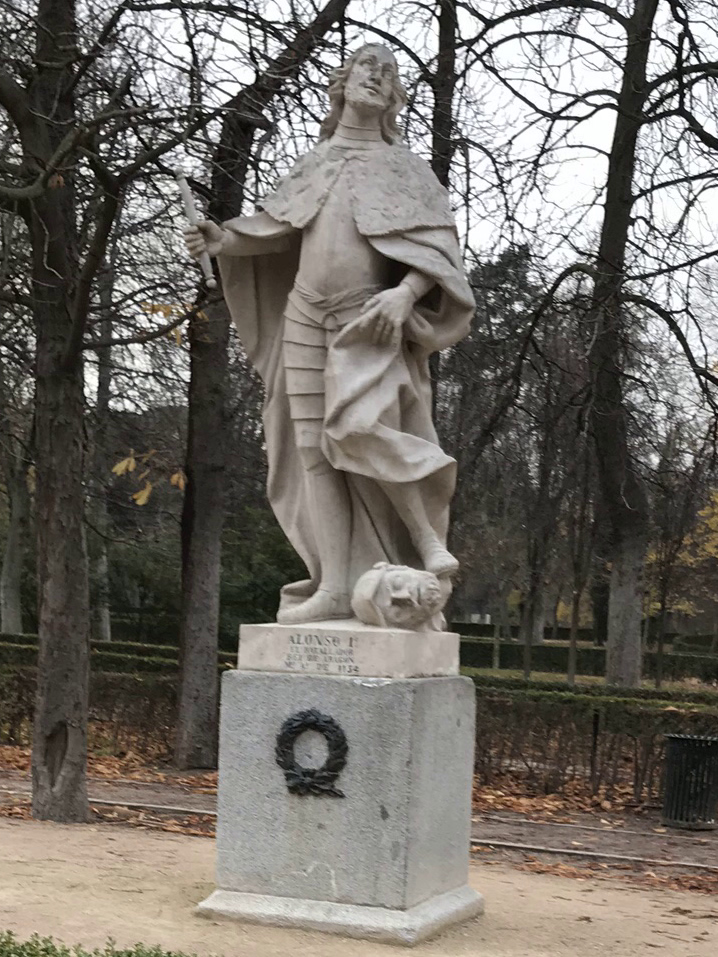
Denkmal für Alfons I. im Retiro-Park in Madrid

- Königreich Aragón und Navarra – Im September 1104 beginnt die bis 1134 dauernde Regierungszeit Alfons I., des Königs von Aragón und Navarra aus dem Haus Jiménez. Er, selbst Troubadour, wird zum Schirmherr der katalanischen und provencalischen Troubadours.[4]

1106
- Heiliges Römisches Reich

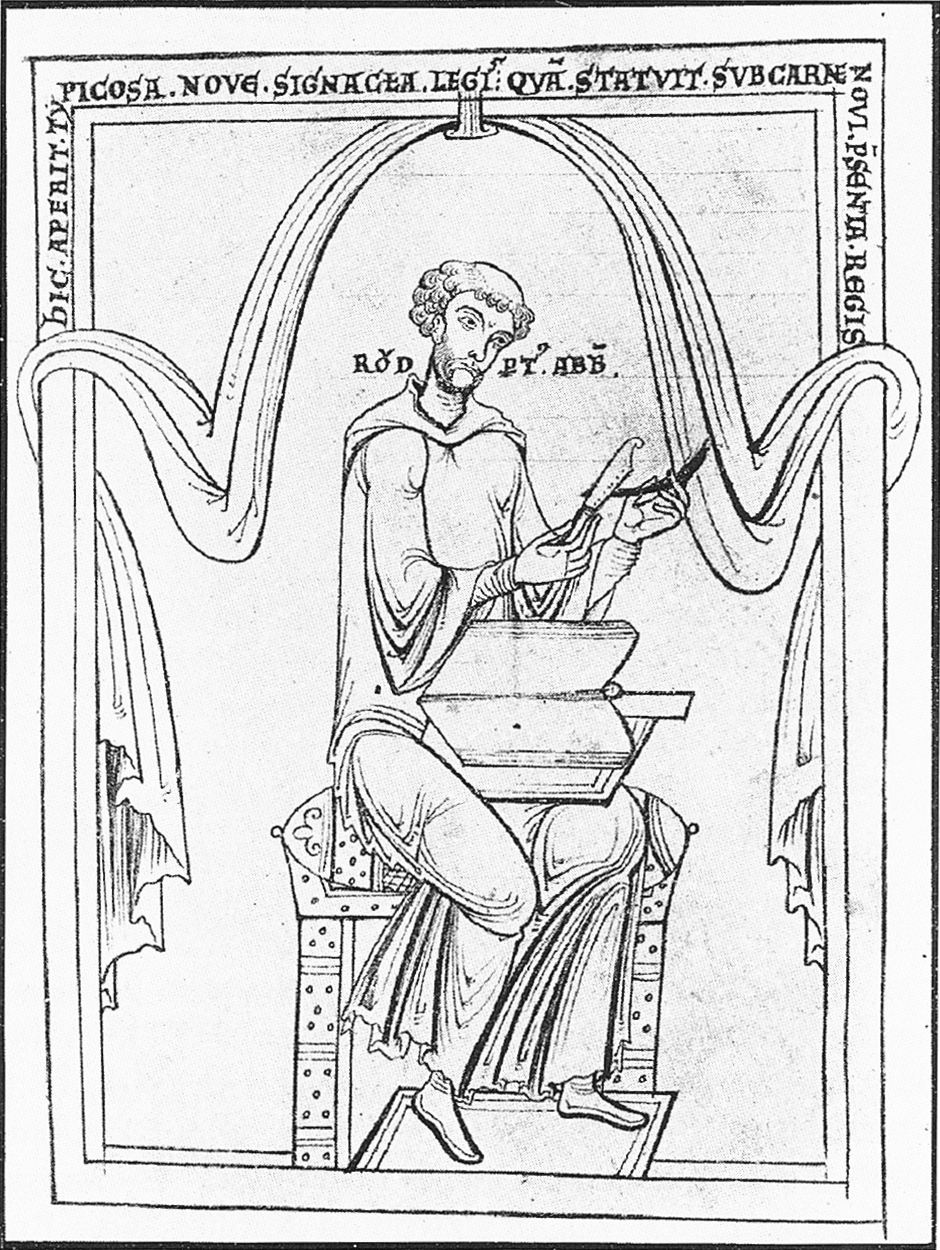
Rupert von Deutz, Federzeichnung aus der Handschrift Bayerische Staatsbibliothek Clm 14355, fol. 1v (1106)

  - Der Hymnendichter Rupert von Deutz wird im Kloster St. Laurentius in Lüttich zum Priester geweiht.[5]
  - Das Kollegium der Servaasbasiliek in Maastricht stellt seit 1106 Chorknaben ein.[6]

1107

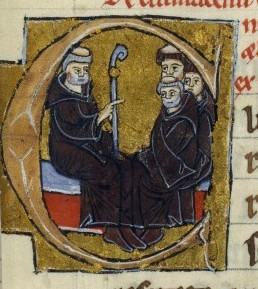
Abt Petrus Venerabilis und drei Mönche, Buchmalerei, 13. Jahrhundert

- Königreich Frankreich – Der Dichter und Komponist Adam von St. Viktor wird Präzentor an der Kathedrale Notre-Dame de Paris.[7]

1108
- Königreich Frankreich – Der französische Theologe und Philosoph sowie Komponist und Dichter Petrus Abaelardus gründet außerhalb von Paris 1108 eine eigene Schule.[8]
- Heiliges Römisches Reich 
  - Rupert von Deutz wird 1108 oder 1109 im Kloster St. Laurentius in Lüttich zum Priester geweiht.[5]
  - Der Musiktheoretiker und Komponist Rudolf von St. Trond wird in Sint-Truiden Abt des Benediktinerklosters.[9]

1109
- Heiliges Römisches Reich – Der französische Mönch Guigo I. wird 1109 in Saint-Pierre-de-Chartreuse zum Prior der Grande Chartreuse, dem Mutterkloster des Kartäuserordens. Die unter ihm entstandene erste Regel des Kartäuserordens enthält detaillierte Vorschriften zum liturgischen Gesang.[10]
- Königreich Frankreich – Der Abt und Mitbegründer des Zisterzienserordens Stephan Harding wird als Nachfolger Abt Alberichs von Cîteaux dritter Abt des Klosters Citeaux in Saint-Nicolas-lès-Cîteaux. Er widmet sich einer Revision der Bibel und des Hymnars durch Kompositionen, die er sich aus Mailand erbittet, weil die Benediktsregel ausdrücklich die Ambrosianischen Hymnen erwähnt. Er veranlasst 1109 eine erste Choralreform. Zum Vorbild nimmt diese Reform sich die vermeintlich authentischen Melodien des Gregorianischen Chorals, wie ihn die Metzer Schule überliefert. Die Hymnen werden dem Mailänder Hymnar entnommen.

1111
- Königreich Frankreich – Der französische Wanderscholar, Literaturgelehrter und Dichter Hugo Primas, dessen Gedichte häufig vertont werden, ist als Magister scholarum in Orléans belegt.[11]

1112
- Heiliges Römisches Reich – Am 1. November wird die Ärztin, Mystikerin, Naturforscherin, Musikerin und Theologin Hildegard von Bingen mit Jutta von Sponheim – von da an ihre Lehrmeisterin – und einer dritten jungen Frau in einem Inklusorium an oder in dem seit 1108 von Benediktinermönchen bewohnten Kloster Disibodenberg bei Odernheim am Glan eingeschlossen.[12]

1115
- Heiliges Römisches Reich – Es ist überliefert, dass in der Kathedrale Saint-Sauveur in Aix-en-Provence vierzig Kanoniker und Kirchenmänner das Offizium singen können, nachdem Erzbischof Jérôme Fouque die Anzahl der Kanoniker von 11 auf 20 erhöht hat.
- Königreich Frankreich – Der mittelalterlicher Abt, Kreuzzugsprediger und Mystiker Bernhard von Clairvaux, der eine Reform der liturgischen Gesänge innerhalb des Zisterzienserordens vornehmen wird und einige Hymnen schreiben wird, begründet das Kloster Clairvaux als Tochterkloster des Klosters Cîteaux.

1116
- Heiliges Römisches Reich – Rupert von Deutz wechselt aus dem Kloster St. Laurentius in Lüttich in die Abtei St. Michael in Siegburg.[5]

1117
- Heiliges Römisches Reich – Der Musiktheoretiker Theoger von Sankt Georgen wird Bischof von Metz.[13]

1118

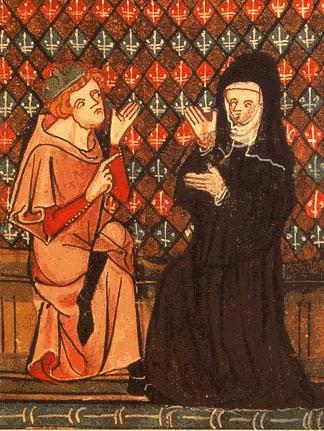
Abaelardus und Heloïse, Handschrift des Roman de la Rose, Chantilly, Musée Condé, 14. Jahrhundert

- Königreich Frankreich – Petrus Abaelardus heiratet heimlich Heloisa.[14]

1119
- Kirchenstaat – 23. Dezember: Papst Calixt II. bestätigt in Rom die von Stephan Harding geschaffene Ordensverfassung Charta Caritatis der Zisterzienser, die auch einheitliche Riten und liturgische Bücher vorsieht.

1120
- Heiliges Römisches Reich
  - Der Hymnendichter Rupert von Deutz wird Abt der Abtei St. Heribert in Deutz.[5]
  - Udalschalk wird nach 1120 capellanus (Kaplan bzw. Kapellmeister) des Bischofs Ulrich I. von Konstanz.[15]
- Königreich Frankreich – Der Troubadour Jaufré Rudel wird erstmals in einer Urkunde der Abtei La Tenaille erwähnt.[16]
- Fürstentum Kleinarmenien – Nerses IV. Schnorhali wird zum Priester geweiht.
- Königreich Schottland – König Alexander I. gründet in Edinburgh die Chapel Royal von Schottland.

1121
- Heiliges Römisches Reich – Rudolf von St. Trond flieht als Anhänger des Papstes und der cluniazensischen Reform vor Heinrich V. ins Kölner Kloster St. Pantaleon, wo er auch Abt wird.
- Königreich Frankreich – Petrus Abaelardus und seine Schriften werden auf dem Konzil von Soissons verurteilt, sein Buch über die Heilige Dreifaltigkeit wird als Ketzerwerk gebrandmarkt und dem Feuer überantwortet.[8]

1122
- Königreich Frankreich – Der Theologe, Klosterreformer und Hymnendichter Petrus Venerabilis wird zum Abt der Abtei Cluny gewählt.

1123
- Heiliges Römisches Reich – Rudolf von St. Trond kehrt aus Köln nach Sint-Truiden zurück und wirkt hier wieder als Abt.
- Königreich Frankreich – Der Priester und Komponist Atton oder Hatton wird Bischof von Troyes.

1125
- Fürstentum Kleinarmenien – Nerses IV. Schnorhali wird zum Bischof geweiht.

### Ereignisse und Personalia 1126 bis 1150
1126
- Königreich Frankreich

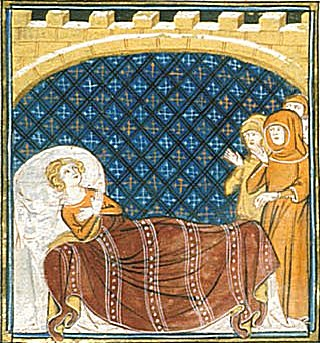
Wilhelm X. von Aquitanien auf dem Sterbebett, Darstellung aus den Chroniques de Saint-Denis, 13. Jahrhundert

  - Wilhelm X. wird Nachfolger des verstorbenen Wilhelm IX., Herzog von Aquitanien und Gascogne. Wie sein Vater ist er ein Förderer der Troubadour-Tradition.
  - Petrus Abaelardus wird um 1126 Abt des abgelegenen Klosters Saint-Gildas-en-Rhuys in der Bretagne.[8]
  - Der Komponist Goslenus wird Bischof von Soissons.[17]

1127

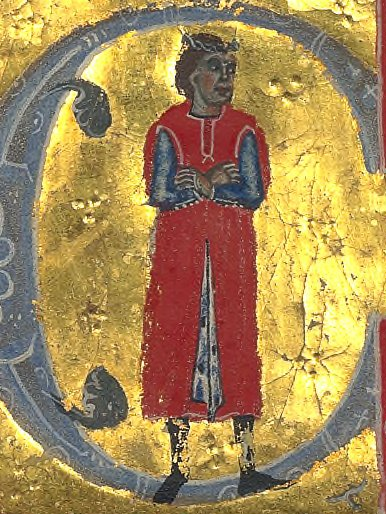
Marcabru, Darstellung aus Bibliothèque Nationale, MS 12473 fol. 102, 13. Jahrhundert

- Königreich Frankreich – Die ersten Aufzeichnungen aus Brügge, die polyphone Musik und eine Orgel erwähnen, stammen aus dem Jahr 1127.[18]
- Heiliges Römisches Reich – Udalschalk wird Abt des Klosters St. Ulrich und St. Afra in Augsburg.[15]

1129
- Königreich Frankreich – Die Schaffensperiode des Troubadours Marcabru ist von 1129 bis 1150 nachweisbar.[19]

1132
- Heiliges Römisches Reich – Der Zisterzienser Guido von Cherlieu ist von 1132 bis 1157 Abt des Klosters Cherlieu.[20] Als Vertrauter von Bernhard von Clairvaux wird er eine bedeutende Rolle bei der Vereinheitlichung der liturgischen Gesänge innerhalb des Zisterzienserordens spielen.[21]

1133
- Königreich Frankreich – Adam von St. Viktor verlässt die Kathedrale Notre-Dame de Paris, um in die Abtei von St. Viktor zu gehen.[7]

1134
- Königreich Frankreich – Bernhard von Clairvaux initiiert nach dem Tod des Abtes Stephan Harding eine zweite zisterziensische Choralreform, die bis ungefähr 1148 abgeschlossen ist.

1135

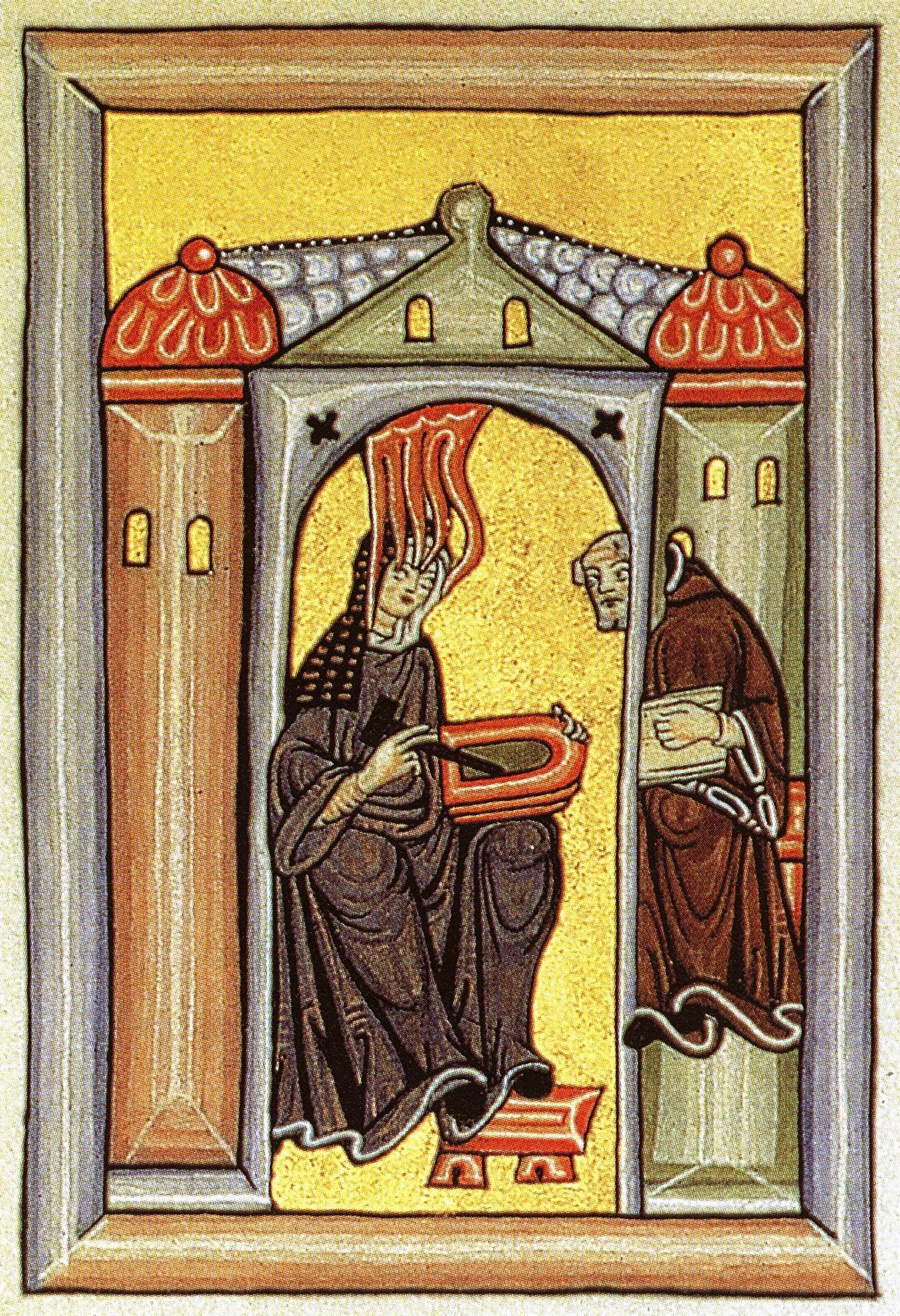
Hildegard von Bingen empfängt eine göttliche Inspiration, zeichnet diese auf Wachstafeln auf und gibt sie an ihren Schreiber (Mönch Vollmar) weiter, Frontispiz von Scivias aus dem Rupertsberger Codex

- Königreich Frankreich – Petrus Abaelardus kehrt um 1135 nach Paris zurück, wo seine Hauptwerke entstehen werden.

1136
- Königreich Frankreich
  - Hugo Primas hält sich in Reims auf.[11]
  - Johannes von Salisbury beginnt sein Studium in Paris, das er 1147 abschließen wird.[22]

1137

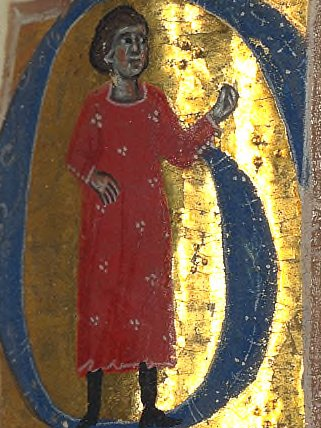
Cercamon, Darstellung aus Bibliothèque Nationale, MS 12473 fol. 119, 13. Jahrhundert

- Kiewer Rus – Manuil, auch als ein griechischer Sänger bekannt und einer von drei Kantoren der Stadt Kantor, wird Erzbischof von Smolensk.
- Königreich Dänemark – Eskil von Lund wird Erzbischof und erlässt eine Chorordnung, in der der Chorgesang in den Domkirchen geregelt wird.[23]

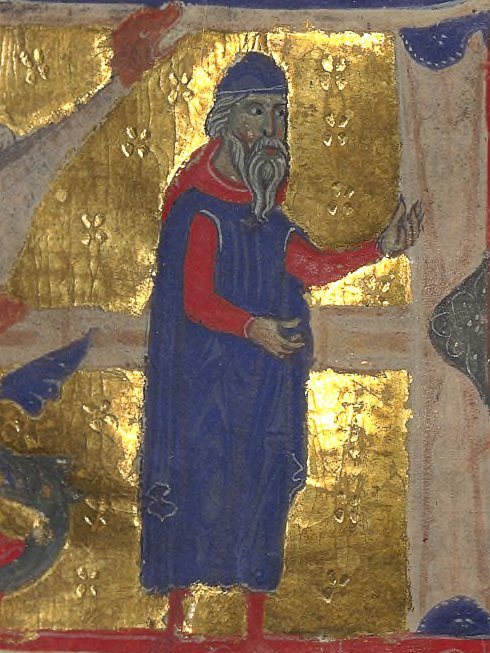
Peire d’Alvernhe

- Königreich Frankreich? – Die nachgewiesene Tätigkeit des Troubadours Cercamon beginnt 1137.[24]

1139
- Heiliges Römisches Reich – Am Dom in Münster wird erstmals ein Kantor erwähnt.

1140
- Königreich Frankreich – Der Troubadour Richart de Berbezilh ist zwischen 1140 und 1162 aktiv.[25]
- Heiliges Römisches Reich
  - Das erste Generalkapitel des Kartäuserordens von 1140 beansprucht die Vereinheitlichung des Gesangs des neuen Ordens für sich.
  - In Lausanne werden namentlich zwei Kantoren der Kathedrale Notre-Dame genannt.
  - Im Kloster Melk werden erstmals Pueri und eine Klosterschule erwähnt. Die Knaben werden für den Gesang bei Prozessionen und Gottesdiensten ausgebildet.[26]

1141
- Königreich Frankreich – Petrus Abaelardus wird auf dem Konzil von Sens auf Betreiben Bernhards von Clairvaux verurteilt.
- Heiliges Römisches Reich – Hildegard von Bingen erhält von ihrem Abt die Erlaubnis, ihre Visionen aufzuschreiben.[12]

1142
- Königreich Frankreich – Hugo Primas hält sich in Paris auf.[11]

1144
- Heiliges Römisches Reich – Die Pfarrkirche Maria Namen in Iggensbach hat eine Kirchenglocke, eine sogenannte Bienenkorbglocke, aus dem Jahr das 1144. Damit ist sie die zweitälteste datierte Glocke Deutschlands nach der Lullusglocke.

1145
- Königreich Aragón – Der Trobadour Guerau III. de Cabrera wird Graf von Àger und Cabrera.
- Königreich Frankreich – Hugo Primas hält sich zwischen 1145 und 1146 vermutlich in Amiens auf.[11]

1146
- Königreich Frankreich
  - Albertus Parisiensis ist zwischen 1146 und 1176 Kantor an der Kathedrale Notre-Dame de Paris.[27]
  - In Amiens wird eine Schola cantorum etabliert, um Chorknaben und Vikare auszubilden.[28]

1147
- Königreich Frankreich

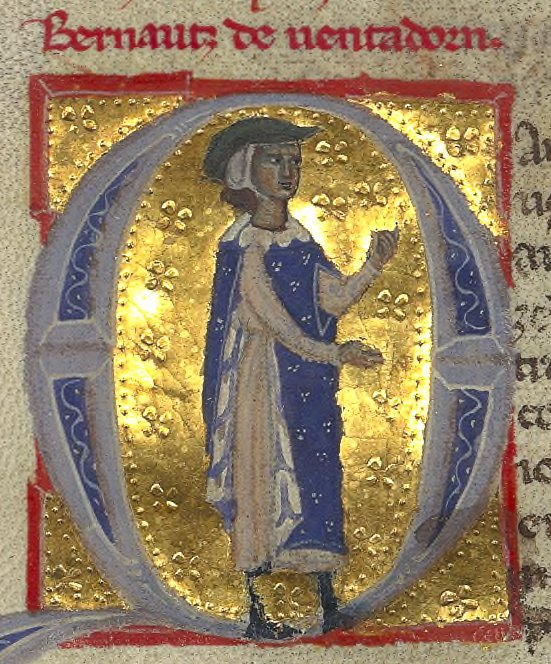
Bernart de Ventadorn

  - Der Troubadour Jaufré Rudel nimmt am Zweiten Kreuzzug teil.[16]
  - Johannes von Salisbury beendet sein 1136 begonnenes Studium in Paris. Auf Empfehlung von Bernhard von Clairvaux erhält er eine Stelle bei Theobald von Bec, dem Erzbischofs von Canterbury.[22]
  - Der Troubador Bernart de Ventadorn ist zwischen 1147 und 1180 aktiv.[29]
- Heiliges Römisches Reich – Hildegard von Bingen gründet zwischen 1147 und 1150 ein Kloster auf dem Rupertsberg bei der Mündung der Nahe in den Rhein.[12]

1148
- Heiliges Römisches Reich – Papst Eugen III. billigt in Trier auf der Synode von Trier die Schriften Hildegards von Bingen, bestätigt deren Authentizität und fordert sie auf, ihre Arbeit fortzusetzen.

1149
- Königreich Frankreich? – Der Troubadour Peire d’Alvernhe ist zwischen 1149 und 1170 aktiv.[30]

1150
- Heiliges Römisches Reich – Der mittelhochdeutsche Sangspruchdichter Herger ist zwischen 1150 und 1180 aktiv.[31]
- Königreich Frankreich
  - Der Komponist Léonin ist zwischen 1150 und 1201 in Paris aktiv. Hier ist er Magister an der Klosterkirche und Kathedrale zu Notre Dame und einer der wichtigsten Vertreter der Notre-Dame-Schule.[32]
  - Der Troubadour Marcabru ist zwischen 1129 und 1150 aktiv.[33]

### Ereignisse und Personalia 1151 bis 1175
1152
- Angevinisches Reich – 18. Mai: Eleonore von Aquitanien heiratet den neun Jahre jüngeren Heinrich Plantagenet, Graf von Anjou und Herzog der Normandie. Danach tritt der Troubadour Bernart de Ventadorn in den Dienst der neuen Herzogin der Normandie.[29]

1156

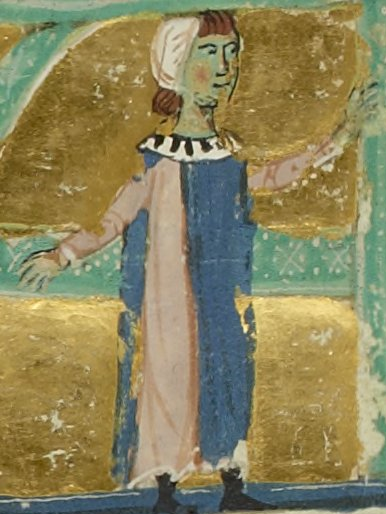
Raimbaut d’Aurenga

- Heiliges Römisches Reich – 9. Juni: Kaiser Friedrich I. Barbarossa heiratet Beatrix von Burgund. In ihrem Gefolge befindet sich der Troubadour Guiot de Provins.

1157
- Heiliges Römisches Reich – Der Zisterzienser Guido von Cherlieu ist von 1132 bis 1157 Abt des Klosters Cherlieu.[20]
- Königreich Frankreich – Alanus ab Insulis unterrichtet von 1157 bis 1170 in Paris.[34]

1160
- Angevinisches Reich – Der Troubadour Guiraut de Bornelh ist zwischen 1160 und 1199 aktiv.[35]
- Heiliges Römisches Reich – Im Benediktinerkloster Melk ist eine Klosterschule belegt, die Knaben für den Gesang bei Prozessionen und für die täglichen Gottesdienste ausbildet.[36]
- Königreich Frankreich – Der Trouvère Chrétien de Troyes dichtet ungefähr zwischen 1160 und 1180.[37]

1162
- Heiliges Römisches Reich – Der Troubadour Raimbaut d’Aurenga dichtete zwischen 1162 und 1173.[38]
- Königreich Frankreich – Der Troubadour Richart de Berbezilh ist vermutlich von 1140 bis 1162 aktiv.[25]

1163
- Heiliges Römisches Reich – Hildegard von Bingen bittet um kaiserliche Protektion durch Friedrich I. Barbarossa und erhält diese.[12]
- Königreich Frankreich – Johannes von Salisbury wird nach dem Tod des Erzbischofs von Canterbury Theobald von Bec zum Exil nach Frankreich gezwungen.[22]

1164
- Heiliges Römisches Reich
  - Walter von Châtillon studiert zwischen 1164 und 1166 Jura in Bologna.[39]
  - Ab 1164 ist für die Domschule in Lübeck der Unterricht im Chorgesang belegt.

1165
- Heiliges Römisches Reich – Hildegard von Bingen besiedelt das Kloster Eibingen als Tochterhaus neu mit Benediktinerinnen, als ihr Konvent auf dem Rupertstag die Zahl von 50 Nonnen übersteigt.[12]
- Königreich Frankreich – Giraldus Cambrensis hält sich von 1165 bis 1174 zum Studium der Artes liberales in Paris auf. Hier gehört er dem Reformkreis um Petrus Cantor an.[40]

1166
- Fürstentum Kleinarmenien – Nerses IV. Schnorhali wird Katholikos der Armenier mit Sitz in Hromkla.

1167
- Herrad von Landsberg wird Äbtissin im Kloster Hohenburg auf dem Odilienberg.[41]

1170
- Heiliges Römisches Reich

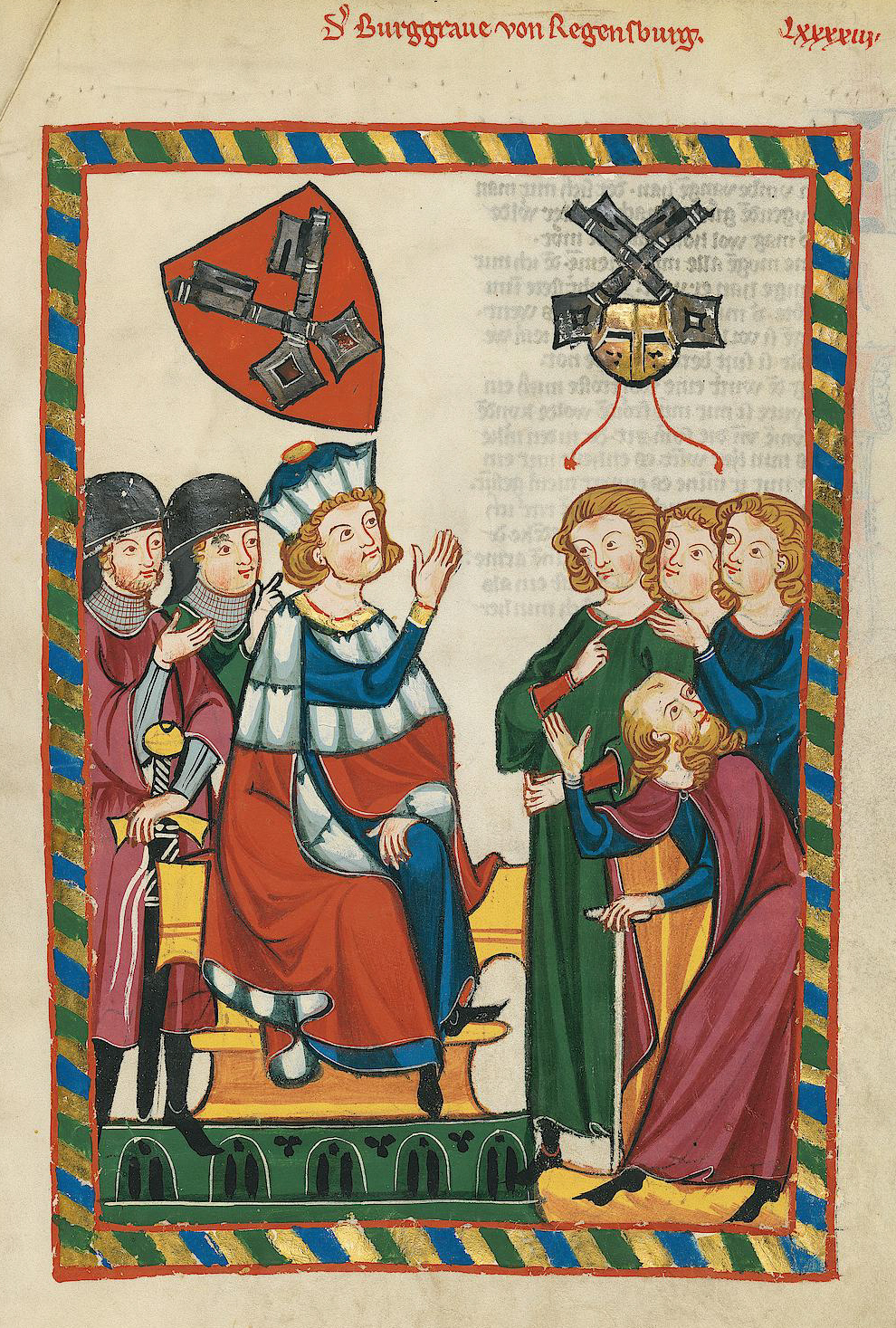
Burggraf von Regensburg (Codex Manesse, 14. Jahrhundert)

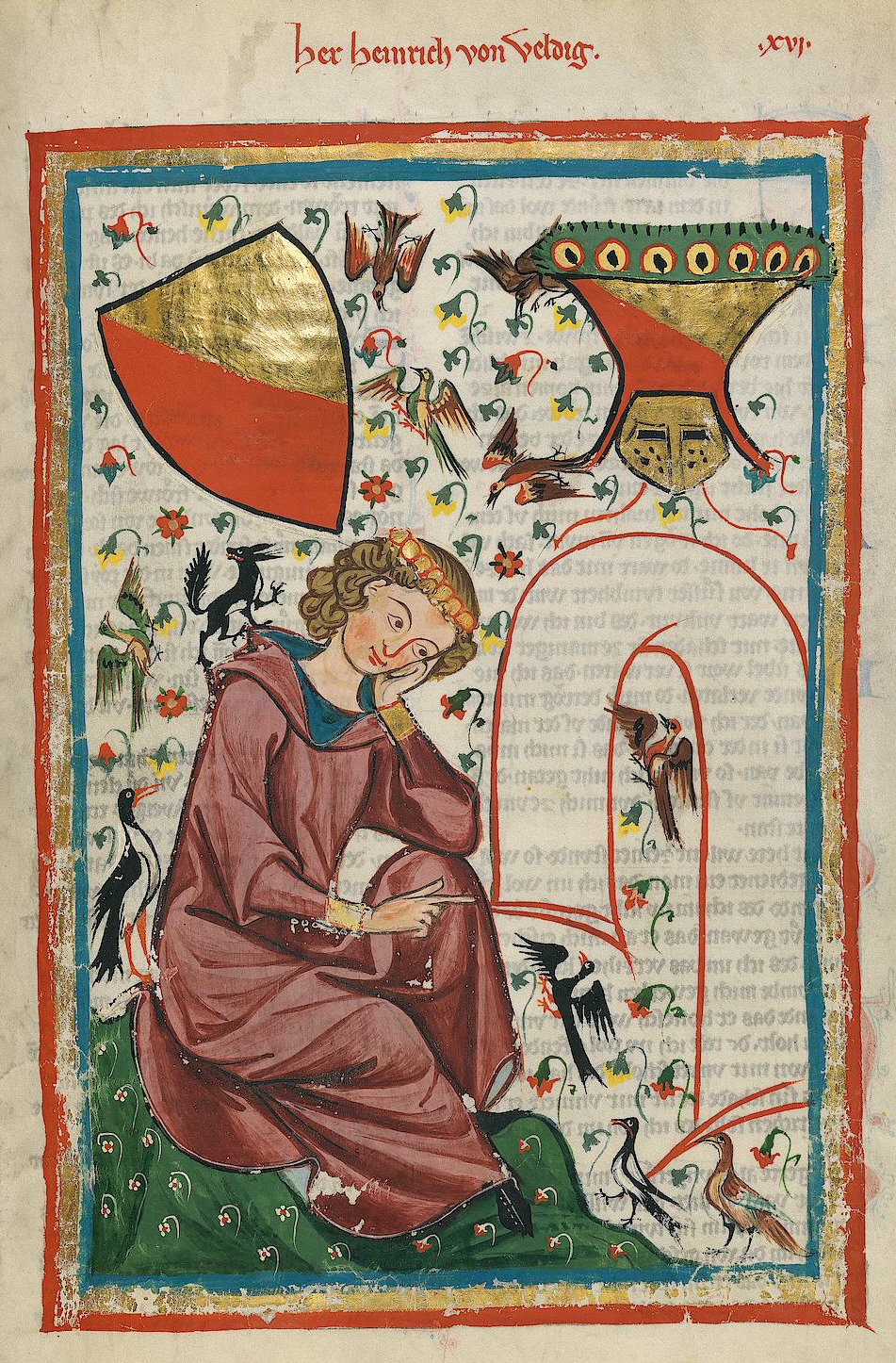
Heinrich von Veldeke (Codex Manesse, 14. Jahrhundert)

  - Der Minnesänger Burggraf von Regensburg wirkt um 1170.[42]
  - Der niederländisch-deutscher Dichter Heinrich von Veldeke ist zwischen 1170 und 1190 aktiv.[43]
- Königreich England – Johannes von Salisbury kehrt nach langen Verhandlungen im November aus seinem Exil in Frankreich nach England zurück und ist am 29. Dezember 1170 Augenzeuge des Mordes an Thomas Becket in der Kathedrale von Canterbury.[22]
- Königreich Frankreich
  - Alanus ab Insulis unterrichtet ungefähr von 1157 bis 1170 in Paris.[34]
  - Walter von Châtillon, der der Schule von Châtillon-sur-Marne vorstand, verlässt diese um 1170.[39]
  - Der Troubadour Arnaut de Mareuil ist 1170 und 1200 aktiv.[44]
  - Der Poet und Troubadour Guiot de Provins ist zwischen 1170 und 1208 aktiv.[45]
- Königreich Frankreich? – Der Troubadour Peire d’Alvernhe ist ungefähr von 1149 bis 1170 aktiv.[46]

1171
- Heiliges Römisches Reich

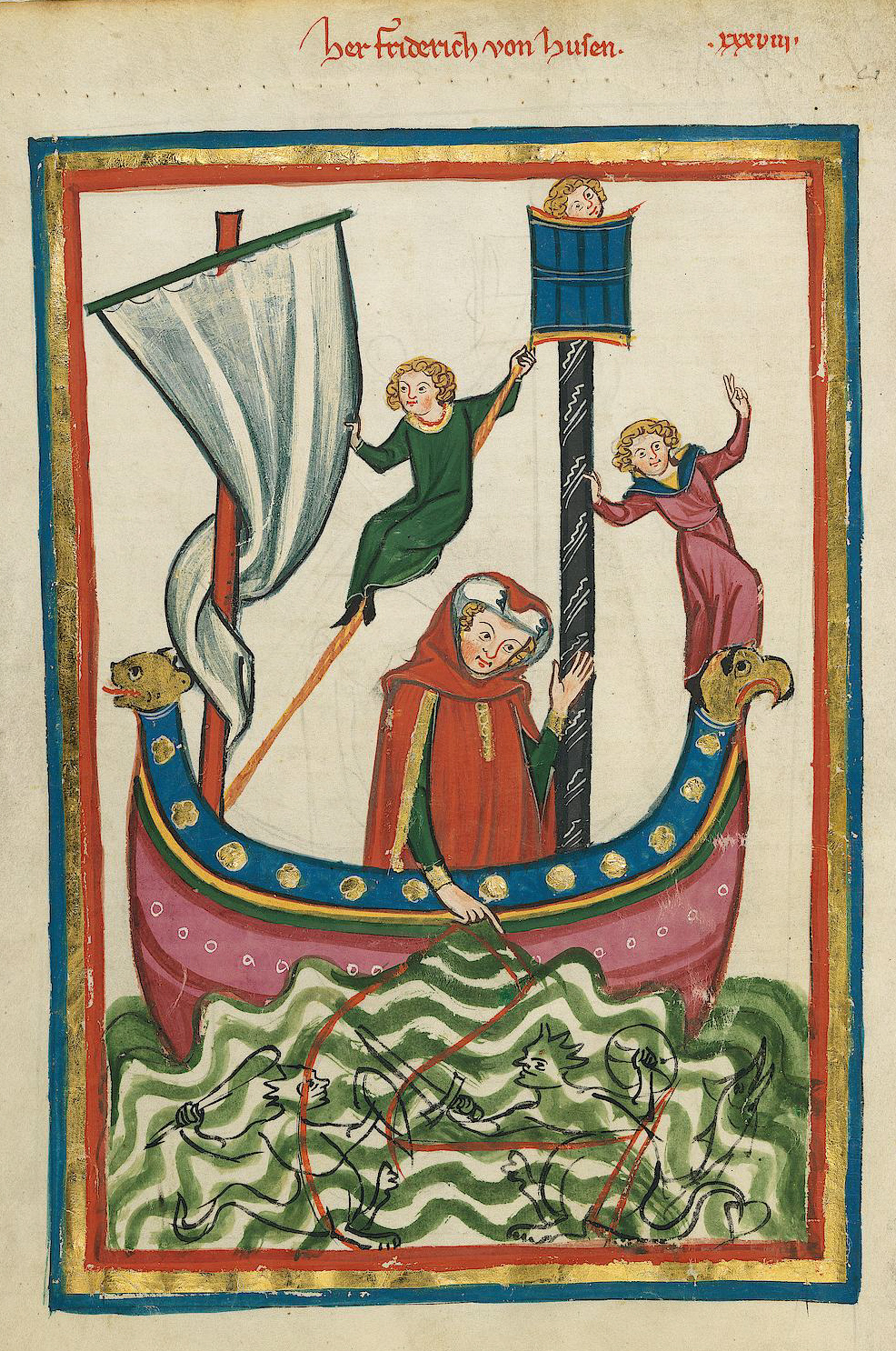
Friedrich von Hausen (Codex Manesse, 14. Jahrhundert)

  - Der Minnesänger Friedrich von Hausen wird erstmals 1171 urkundlich erwähnt.[47]
  - Der Troubadour Hue d’Oisy ist von 1171 bis zu seinem Tod 1190 Herr von Oisy, Kastellan von Cambrai und Vicomte von Meaux.[48]
- Königreich Frankreich
  - Alanus ab Insulis unterrichtet von 1171 bis 1185 in Montpellier.[34]
  - Serlo von Wilton wird Abt des Klosters L’Aumône.[49]

1172
- Angevinisches Reich – Petrus von Blois ist von 1172 bis 1174 in Diensten des Erzbischofs von Rouen Rotrou de Beaumont.[50]
- Heiliges Römisches Reich – Ulrich von Gutenburg wird zwischen 1172 und 1186 bezeugt.[51]
- Königreich Frankreich – Chrétien de Troyes hält sich 1172 am Hof Heinrichs I., des Grafen der Champagne auf.[37]

1173
- Königreich Aragón – Arnaldus de Monte fertigt eine Kopie des Jakobsbuchs für das Kloster Santa Maria de Ripoll.[52]

1174
- Angevinisches Reich – Petrus von Blois tritt in die Dienste des Erzbischofs von Canterbury Richard of Dover, der in diesem Jahr das Amt übernimmt.[50]
- Heiliges Römisches Reich – Guglielmo Roffredi wird Bischof von Lucca und hat diese Position bis zu seinem Tod inne.[53]
- Königreich Frankreich – Giraldus Cambrensis hält sich von 1165 bis 1174 zum Studium der Artes liberales in Paris auf. Hier gehört er dem Reformkreis um Petrus Cantor an.[40]

1175
- Angevinisches Reich

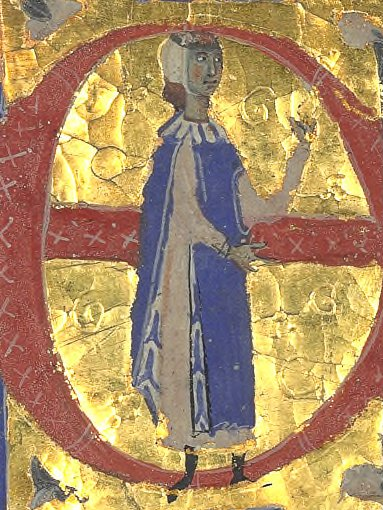
Arnaut Daniel, Darstellung aus Bibliothèque Nationale, MS cod. fr. 12473, 13. Jahrhundert

  - Der Troubadour Arnaut Daniel ist ungefähr zwischen 1175 und 1200 aktiv.[54]
  - Der Troubadour Bertran de Born ist ungefähr zwischen 1175 und 1202 aktiv.[55]
- Königreich England – Giraldus Cambrensis wird Archidiakon von Brecon.[40]

### Ereignisse und Personalia 1176 bis 1200
1176
- Königreich Frankreich
  - Petrus von Blois wird Kanoniker an der Kathedrale von Chartres.[50]
  - Johannes von Salisbury wird zum Bischof von Chartres ernannt.[22]

1177
- Königreich Frankreich – Giraldus Cambrensis studiert in Paris zwischen 1177 und 1179 römisches und kanonisches Recht bei Petrus Comestor.[40]

1178
- Angevinisches Reich – Der Troubadour Raimon Jordan ist zwischen 1178 und 1195 aktiv.[56]
- Heiliges Römisches Reich – Zwischen 1178 und 1180 wird in Osnabrück am Dom St. Peter zum ersten Mal ein Rector organorum („Vorsteher der Orgel“) und ein Suffleator („Betätiger der Orgelblasebälge“) erwähnt. Daher kann von der Existenz einer Orgel im Dom spätestens seit dieser Zeit ausgegangen werden.

1179
- Heiliges Römisches Reich – Der Trouvère Gace Brulé ist von 1179 bis 1212 aktiv.[57]

1180
- Heiliges Römisches Reich
  - Der mittelhochdeutsche Sangspruchdichter Herger ist von 1150 bis 1180 aktiv.[31]
  - Der Minnesänger Albrecht von Johansdorf ist von 1180 bis 1206 urkundlich belegt.[58]
  - Der Troubadour Raimbaut de Vaqueiras ist zwischen 1180 und 1207 aktiv.[59][60]
- Königreich Frankreich
  - Der Trouvère Chrétien de Troyes dichtet ungefähr zwischen 1160 und 1180.[37]
  - Der Trouvère Conon de Béthune ist zwischen 1180 und 1219 aktiv.[61]
  - Der Trouvère Pierre de Molins ist zwischen 1180 und 1220 aktiv.[62][63]

1185

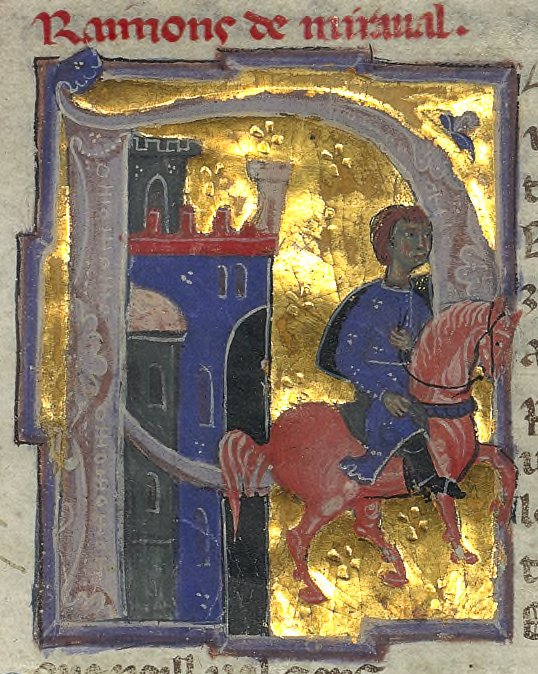
Raimon de Miraval, Darstellung aus Bibliothèque Nationale, MS fr. 12473, fol. 52v.

- Königreich Frankreich – Der Troubadour Raimon de Miraval wirkt zwischen 1185 und 1229.[64]

1186
- Königreich Frankreich – Der Trouvère Kastellan von Coucy ist zwischen 1186 und 1202 aktiv.[65]

1195
- Angevinisches Reich – Der Troubadour Raimon Jordan ist von 1178 bis 1195 aktiv.[56]
- Königreich Frankreich – Der Troubadour Aimeric de Péguilhan ist zwischen 1195 und 1230 aktiv.[66]

1200
- Angevinisches Reich – Der Troubadour Arnaut Daniel ist ungefähr von 1175 bis 1200 aktiv.[54]
- Heiliges Römisches Reich – Walther von der Vogelweide lebt und dichtet am Hofe Philipps von Schwaben u. a. ein ‚Klageleid‘ auf Papst Innozenz III.[67][68]
- Königreich Dänemark – Der Ingeborg-Psalter für Ingeborg von Dänemark wird um 1200 angefertigt.

## Erstveranstaltungen
1176
- Königreich England – Das erste historisch belegte Eisteddfod in Cardigan wird von Lord Rhys ap Gruffydd an Weihnachten einberufen.[69]

## Kompositionen und Schriften

### Kompositionen und Schriften 1101 bis 1125
1104
- Chen Yang: Yueshu, Musikenzyklopädie, die alte Texte über Musik umfassend zusammenstellt.[70]

1107
- Haimo von Hirsau: Vita beati Wilhelmi abbatis, Lebensbeschreibung des Abtes und Musiktheoretikers Wilhelm von Hirsau, um 1107[71]

1110
- Vermutlich wird um 1110 Buch II als erster Teil des Codex Calixtinus zusammengestellt.

1111
- Wilhelm IX. von Aquitanien verfasst vermutlich 1111 oder 1112 das Original des Liedes Bel seiner Dieus, tu sias grasiz.[72]

1112
- Im Kloster Grottaferrata kopiert Nilus II zwischen 1112 und 1114 mehrere Musikbücher in palaeo-byzantinischer Notation.[73]

1120
- Spiel von der Begegnung Christi mit den Emmausjüngern, um 1120 in Handschriften aus Palermo.
- Adam von St. Viktor: Laudes crucis attollamus, verfasst für den Empfang einer Kreuzreliquie im Jahr 1120. Sie ist Vorbild für die Fronleichnamssequenz Lauda Sion des Thomas von Aquin.

1122
- Anastasis-Typikon, unter den Kreuzfahrern, in Jerusalem geschriebener Kodex (Hieros. s. Cruc. 43+Petropol. RNB gr. 359)

1125
- Cantus de S. Udalrico
- Theophilus: Schedula diversarum artium, technische Abhandlung über das Glockengießen
- Um 1125: Das Melker Marienlied, erstes überliefertes deutschsprachiges Marienlied[74]

### Kompositionen und Schriften 1126 bis 1150
1127

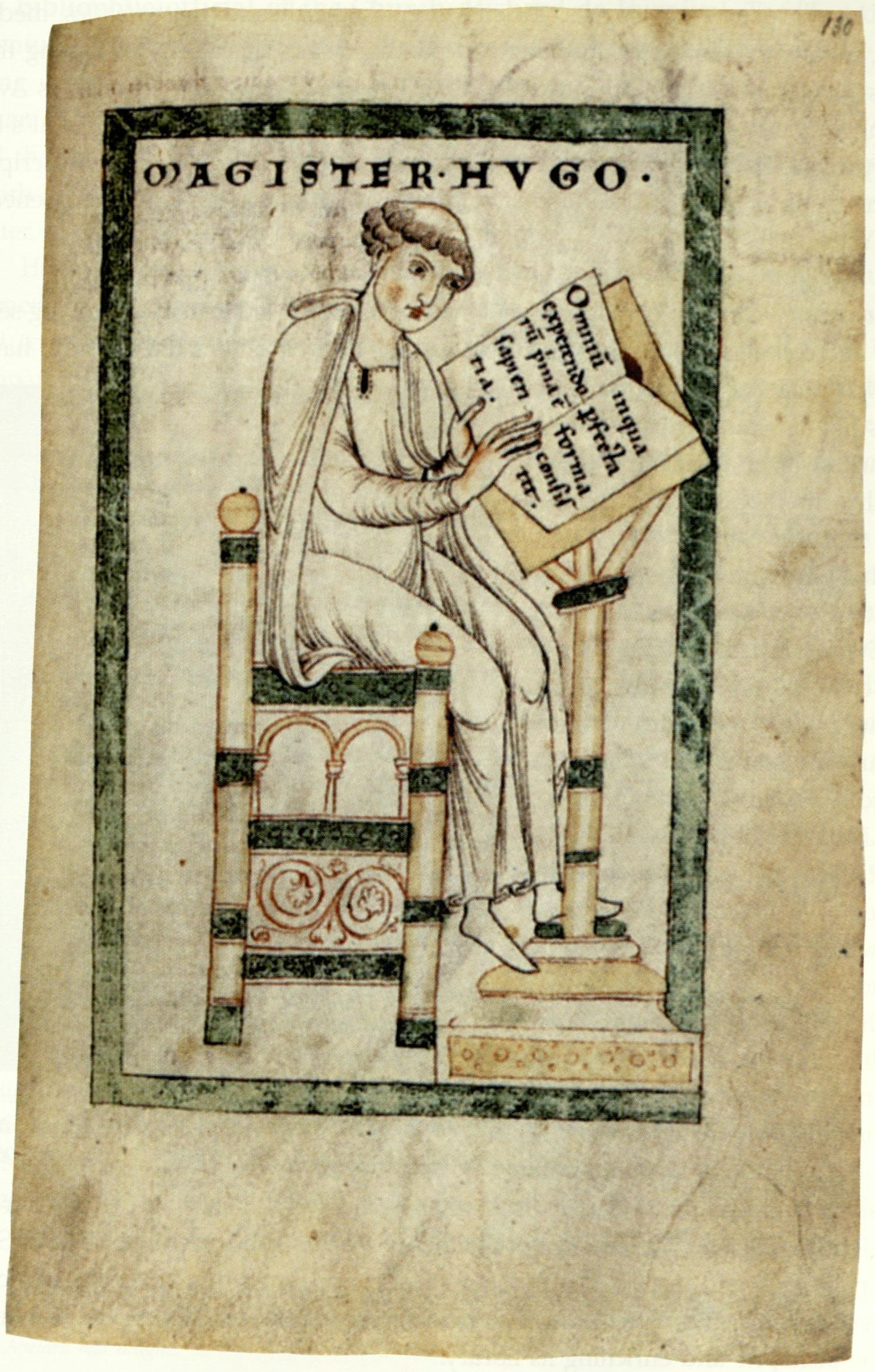
Hugo von St. Viktor schreibt sein Didascalicon, Buchmalerei in der Handschrift Leiden, Bibliotheek der Rijksuniversiteit, Vulcanius 45, fol. 130r (14. Jahrhundert)

- Hugo von St. Viktor: Didascalicon de Studio legendi, wichtige und bekannte Wissenschaftssystematik der Frühscholastik[75]

1130

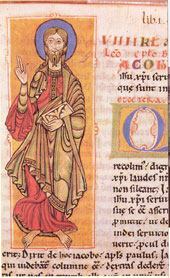
Codex Calixtinus, Folio 4r, Apostel Jakobus (um 1130/1140)

- Manasollasa, von Somesvara III. verfasste Enzyklopädie in Sanskrit, um 1130[76]
- Dem wohl um 1110 entstandenen Buch II des Codex Calixtinus wird vermutlich um 1130 Buch I hinzugefügt.

1131
- Petrus Abaelardus: Hymnar, für Heloisa zwischen 1131 und 1135 verfasst[77]
- Guy I. Abt von Cherlieu schreibt ein Traktat, das die Prinzipien der Gesangsreform der Zisterzienser zusammenfasst.
- Missale plenarium aus Niederaltaich, datiert zwischen 1070 und 1131

1135
- Vermutlich entsteht Buch III des Codex Calixtinus um 1135

1136
- Tonar, verfasst von Guigo I., Prior der Grande Chartreuse

1137
- Cercamon: Planh zum Tod Wilhelms X., des Herzogs von Aquitanien[78][79]

1140
- Gratian: Concordia discordantium canonum auch Decretum Gratiani, wichtigste mittelalterliche Sammlung des kirchlichen Rechts. Sie enthält im zweiten Teil, unter der Überschrift "De consecratione", Regelungen zu liturgischen Fragen, die indirekt auch musikalische Aspekte betreffen.
- Benediktiner von Prüll: Fragment mit Gesängen zu Ehren des Klosterpatrons Vitus

1145
- Kim Pushik: Samguk sagi [Geschichte der Drei Königreiche], enthält wertvolle Informationen über die musikalischen Traditionen dieser Königreiche[80]

1146
- Mystère d’Adam, Mysterienspiel eines anglo-normannischen Dichters zwischen 1146 und 1170. Es gilt als eines der frühesten Beispiele für mittelalterliche Mysterienspiele und stellt die biblischen Geschichten von Adam und Eva, Kain und Abel sowie einer Reihe von Propheten dar.

1147
- Chevalier, mult estes guaris, Refrainlied zum Zweiten Kreuzzug, um 1147

1149
- Marcabru: Pax in nomine Domini![33]

1150
- Direktorium der Chorherren am Salzburger Dom, Modellbuch für die gesamte mittelalterliche Salzburger Liturgie, verfasst um 1150, darin enthalten: Christ ist erstanden, Osterlied
- Graduale-Sequentiar-Sakramentar, Klosterneuburg, um 1150, enthält Gesänge und Texte für die Messe und das Sakrament, darunter Gradualien, Sequenzen und Sakramentartexte
- Buch IV und V kommen zum Codex Calixtinus hinzu

### Kompositionen und Schriften 1151 bis 1175
1151
- S. Bernardi tractatus cantandi graduale, entstanden zwischen 1151 und 1154
- Hildegard von Bingen: Scivias, vollendet 1151 oder 1152. Die letzte Vision des dritten Teils enthält 14 Lieder, die als Antiphonen und Responsorien gestaltet sind. Diese Lieder sind hierarchisch nach Themen geordnet und richten sich an die Jungfrau Maria, Engel sowie verschiedene Kategorien von Heiligen.[12]

1155

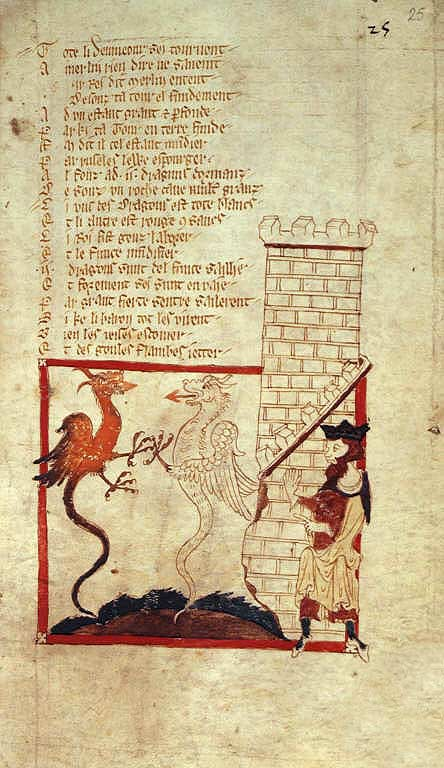
Seite aus einem „Roman de Brut“- Manuskript aus dem 14. Jahrhundert (British Library MS Egerton 3028 f.25)

- Wace: Roman de Brut, um 1155, die im Werk enthaltene Artussage inspiriert zahlreiche Komponisten
- Tegernseer Ludus de Antichristo, zwischen 1155 und 1169, bietet Einblicke in die Praxis der mittelalterlichen geistlichen Spiele, bei denen Musik eine integrale Rolle spielt

1159
- Missale, geschrieben im Michaeliskloster Hildesheim

1160
- Alanus ab Insulis: De planctu naturae, entstanden zwischen 1160 und 1175[34]
- Johannes Beleth: Summa de ecclesiasticis officiis
- Antiphonar von St. Peter, entstanden um 1160 in Salzburg
- Magnus liber organi, soll zwischen 1160 und 1170 entstanden sein
- Graduale von Klosterneuburg, entstanden um 1160 für Stift St. Nicola vor Passau
- Roman d’Énéas, um 1160

1162
- Peire d’Alvergne: Chantarai d’aquestz trobadors, entstanden zwischen 1162 und 1173

1165
- Im Versroman Eracle von Gautier d’Arras wird erstmals eine Estampie erwähnt.

1170
- Canterbury Psalter, vor 1170
- St. Florianer Graduale, um 1170 entstanden
- Die Zwiefaltener Briefhandschrift, entstanden zwischen 1154 und 1170
- zweistimmiges Sanctus mit Prosulae, im Stil des Discantus, um 1170 im Benediktinerinnenkloster St. Marien in Zadar
- Heinrich von Veldeke: Legende des St. Servatius
- Ordinale S. Kanutis ducis et martyris, um 1170

1173
- Guiraut de Bornelh: Planh auf den Tod von Raimbaut d’Aurenga

1174
- Summa artis musicae, entsteht um 1174, Guglielmo Roffredi, dem Bischof von Lucca zugeschrieben[53]

1175
- Handschrift von Dendermonde, unter Anleitung Hildegards von Bingen um 1175 entstanden[12]
- Psalter von York, um 1175

### Kompositionen und Schriften 1176 bis 1200
1176
- Vita S. Hildegardis, unter Hildegards Anleitung von Gottfried von Disibodenberg zwischen 1173 und 1176 begonnen[12]
- Yangzhou man (Melodie über Yangzhou)[81]

1178
- Heinrich von Rugge: Diz ist ein leich von deme heiligen grabe, Leich, entsteht vermutlich zwischen 1175 und 1178

1179
- Ver pacis aperit, zweistimmiger Conductus vermutlich zur Krönung Philipp II. August in Reims komponiert[82]

1180
- Gace Brulé: Amours qui a son oes m’a pris, Chanson, entstanden zwischen 1180 und 1185[83]
- Arnaut Daniel: Dous brais e critz[54]
- Petersfrauen-Graduale, um 1180

## Musikinstrumente
1104
- Im Yueshu von Chen Yang finden sich Abbildungen der yazheng (einer Zither), dreier Formen der Konghou und des Streichinstruments Xiqin.[70]

1109
- In der Bibel des Zisterzienser-Abtes Stephan Harding ist eine Orgel mit Schleifen und Conflatorium abgebildet.

1113
- Auf einem Wandbild des Làw-ká-hteik-pan-Tempels in Bagan aus dem Jahr 1113 sind Harfen dargestellt.

1114
- Der chinesische Song-Kaiser Song Huizong macht eine Schenkung von Musikinstrumenten an König Yejong des Goryeo-Reiches im heutigen Korea. Sie umfasst unter anderem jeweils zehn Sätze Glocken und steinerner Glockenspiele.

1116
- Der chinesische Song-Kaiser Song Huizong macht eine Schenkung von Musikinstrumenten an König Yejong des Goryeo-Reiches im heutigen Korea. Unter den Instrumenten befindet sich ein Chin’go, eine rituell verwendete Trommel, 44 Exemplar der Halbröhrenzither sŭl und 90 Mundorgeln.

1120
- Zwischen 1120 und 1134 wird im Konstanzer Münster durch den Mönch Aaron von Châmberch eine Orgel errichtet.
- An der Basilika Sainte-Marie-Madeleine in Vézelay sind Instrumente mit dem für das Trumscheit typischen dreieckigen Korpusquerschnitt abgebildet.

1124
- Ein chinesisches Reisetagebuch erwähnt Chabara, koreanische Paarbecken aus Bronze.[84]

1131
- Der Mönch Blandino überliefert, dass ein gewisser Pietro von Pisa zum Klang einer Orgel die Kathedrale von Catania betritt.[85]

1134
- Zwischen 1120 und 1134 wird im Konstanzer Münster durch den Mönch Aaron von Châmberch eine Orgel errichtet.

1150
- Angkor Wat: In einer Prozessionsszene findet sich die Darstellung eines Gongspiels mit acht Buckelgongs in einem leicht gebogenen Gestell.

1155
- Wace erwähnt in seinem Roman de Brut das Musikinstrument chalemiax, weiter erwähnt er eine Orgel, die während einer Messe gespielt wird.

1161
- Eine 1161 datierte Miniatur auf einem Jaina-Palmblattmanuskript aus Westindien zeigt die Göttin Sarasvati mit einer Stabzither, deren Kalebasse über die linke Schulter ragt.
- Die Geburtskirche, die über der vermuteten Geburtsstätte Jesu Christi errichtet wurde, wird 1161–1169 von Kreuzfahrern von Grund auf restauriert und erhält ebenfalls im 12. Jahrhundert eine Orgel nach der damaligen Mode, möglicherweise zusammen mit einem Carillon.

1166
- In St. Emmeram in Regensburg ist eine Orgel dokumentiert.

## Geboren

### Geboren 1101 bis 1125
1102
- Nerses IV. Schnorhali, Katholikos der Armenischen Apostolischen Kirche († 1173)

1110

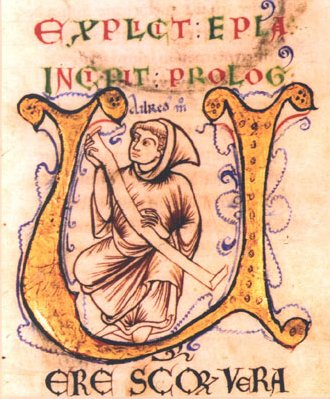
Aelred von Rieveaulx, zeitgenössische Abbildung aus der Handschrift De Speculo Caritatis, ca. 1140

- Aelred von Rievaulx, mittelalterlicher Abt, Prediger, Mystiker und Komponist († 1167)[86]
- Um 1110: Richard von St. Viktor, Augustinerchorherr und seinerzeit einer der wichtigsten Theologen in Paris († 1173)
- Um 1110: Serlo von Wilton, englischer Dichter, dessen Gedichte in Conductuskompositionen der Notre-Dame-Schule verwendet werden († 1181)[49]

1114
- Gerhard von Cremona, Übersetzer, Diakon und Lehrer in Spanien, Übersetzer musikalischer Werke aus dem Arabischen († 1187)

1115
- um 1115: Johannes von Salisbury, englischer Theologe, Musiktheoretiker und Bischof von Chartres († 1180)[22]
- um 1115: Dietmar von Aist, österreichischer Minnesänger († nach 1171)[87]

1118
- Vor 1118: Udalschalk, Abt der des Benediktinerklosters St. Ulrich und Afra in Augsburg und Komponist († nach 1151)[88][15]

1120

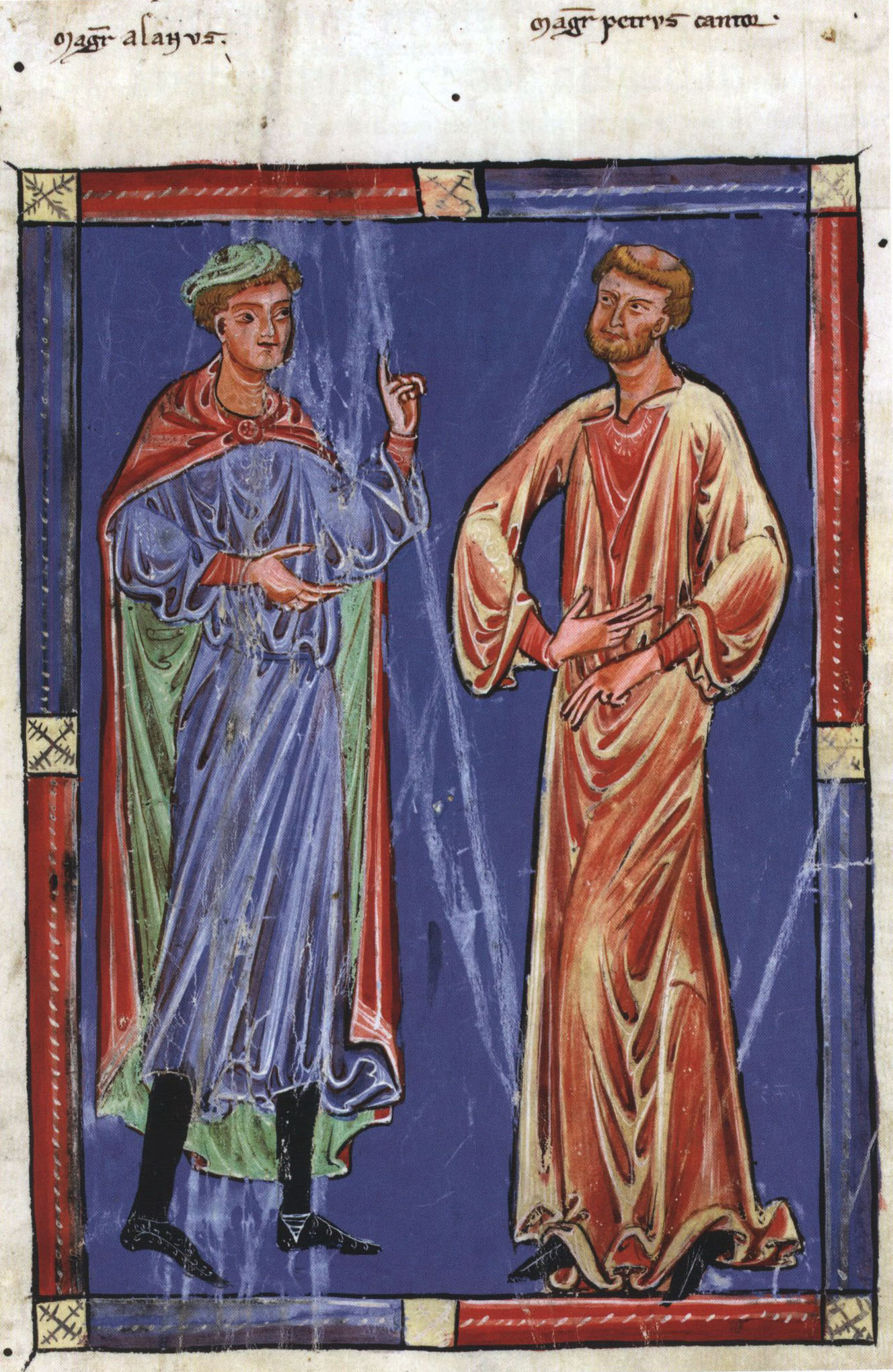
Alanus ab Insulis und Petrus Cantor im Dialog. Ganzseitige Miniatur in einem theologischen Sammelband, der zwischen 1227 und 1249 für den Abt der Benediktinerabtei Ottobeuren angefertigt wurde. London, British Library, Add. 19767, fol. 217.

- um 1120: Alanus ab Insulis, französischer Scholastiker, Dichter, Musiktheoretiker und Zisterziensermönch († 1202)[34]

1124
- Um 1124: Eleonore von Aquitanien, Königin von England und von Frankreich sowie Förderin der Künste († 1204)

1125
- Um 1125: Bernart de Ventadorn, französischer Troubadour, Komponist und Poet († um 1200)[29]

### Geboren 1126 bis 1150
1126
- 14. April: Averroes, spanisch-arabischer Philosoph und Arzt († 1198)[89]
- Vor 1126: Goslenus, Bischof von Soissons und Komponist († nach 1152)[17]

1129
- Vor 1129: Marcabru, französischer Troubadour († nach 1150)[19]

1130
- Zhu Xi, bedeutendster Neokonfuzianer Chinas († 1200)
- Vor 1130: Cercamon, Troubadour († nach 1149)[24]
- Um 1130: Archipoeta, wirklicher Name nicht überliefert, bedeutender lateinischsprachiger Dichter des 12. Jahrhunderts († nach 1165)[90]
- Um 1130: Petrus Cantor, Theologe und Kantor an Notre Dame von Paris († 1197)
- Um 1130: Herrad von Landsberg, Äbtissin und Schriftstellerin im Hochmittelalter († 1195)[41]

1132
- Vor 1132: Guido von Cherlieu, Zisterziensermönch und Abt († nach 1157)[20]

1135

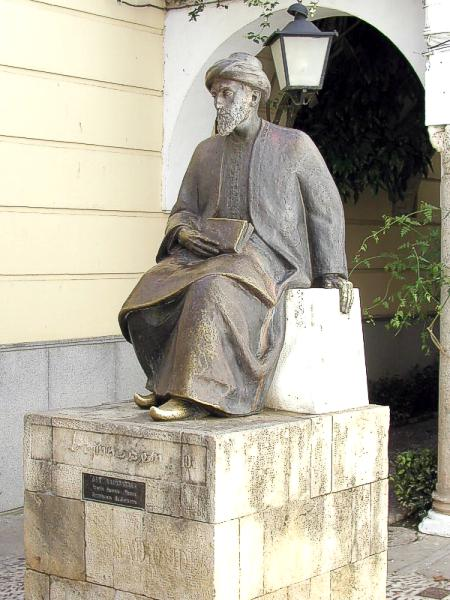
Maimonides-Statue in Córdoba (Spanien)

- Petrus von Blois, französischer Dichter und Diplomat († 1211)[50]
- Cai Yuanding, Musiktheoretiker der Südlichen Song-Dynastie († 1198)[91]
- Um 1135: Maimonides, jüdischer Philosoph, Theologe, Arzt, Autor, Komponist und Rechtsgelehrter († 1204)
- Um 1135: Marie de France, französischsprachige Dichterin († um 1200)
- Um 1135: Walter von Châtillon, französischer Schriftsteller und Theologe († um 1190)[92]

1138
- Um 1138: Fujiwara no Moronaga, japanischer Adliger, Politiker und Musiker († 1193)

1140

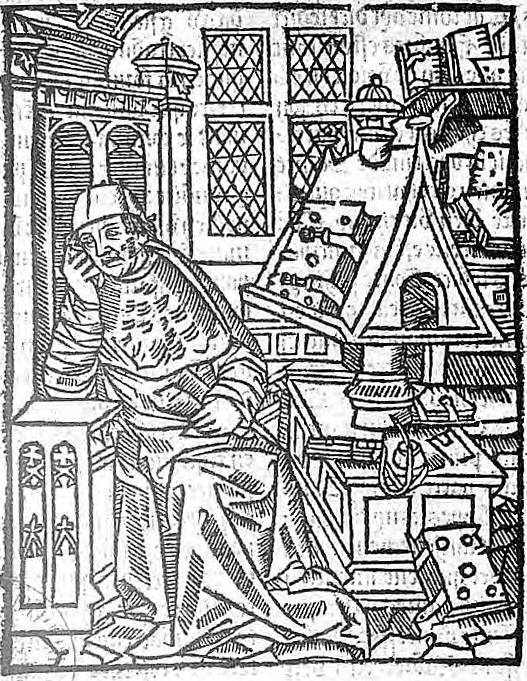
Chrétien de Troyes in seinem Arbeitszimmer, Fantasiedarstellung auf einem Holzschnitt von 1530

- Um 1140: Guiraut de Bornelh, altfranzösischer Troubadour († um 1200)[35]
- Um 1140: Chrétien de Troyes, altfranzösischer Dichter († um 1190)[37]
- Vor 1140: Bertran de Born, französischer Troubadour († um 1215)[93]
- Vor 1140: Albertus Parisiensis, französischer Sänger und Komponist († nach 1176)[94]

1144
- Um 1144: Raimbaut d’Aurenga, erster provenzalischer Troubadour und Dichter († 1173)[38]

1145
- Zwischen 1145 und 1155: Vidame de Chartres, französischer Trouvère († 1204)[95]

1146
- Giraldus Cambrensis, Archidiakon, Schriftsteller, Diplomat, Kirchenpolitiker, Historiograph, Volkskundler und Dichter († 1223)[96]

1149
- Fachr ad-Dīn ar-Rāzī, persischer sunnitischer Theologe und Philosoph († 1209)
- Vor 1149: Peire d’Alvernhe, französischer? Troubadour († nach 1170)[97]

1150

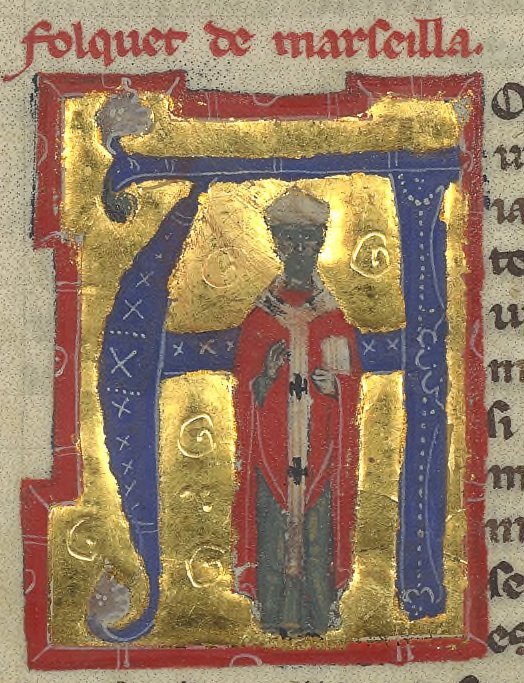
Folquet de Marselha, Darstellung aus Bibliothèque Nationale, MS12473, 13. Jahrhundert

- Vor 1150: Léonin, französischer Komponist zur Zeit der Notre-Dame-Schule († nach 1201)[32]
- Vor 1150: Heinrich von Veldeke, niederländisch-deutscher Dichter († zwischen 1190 und 1200)[43]
- Um 1150: Conon de Béthune, pikardischer Troubadour, Ritter und Kreuzritter († 1219 oder 1220)[61]
- Um 1150: Arnaut Daniel, okzitanischer Troubadour († um 1200 oder 1210)[98]
- Um 1150: Friedrich von Hausen, deutscher Ministeriale und Minnesänger († 1190)[47]
- Um 1150: Folquet de Marselha, Abt, Bischof und Troubadour († 1231)[99]
- Um 1150: Guiot de Provins, französischer Poet und Troubadour († nach 1208)[45]
- Zwischen 1150 und 1165: Pérotin, französischer Komponist († zwischen 1200 und 1225)[100][101]

### Geboren 1151 bis 1175
1155

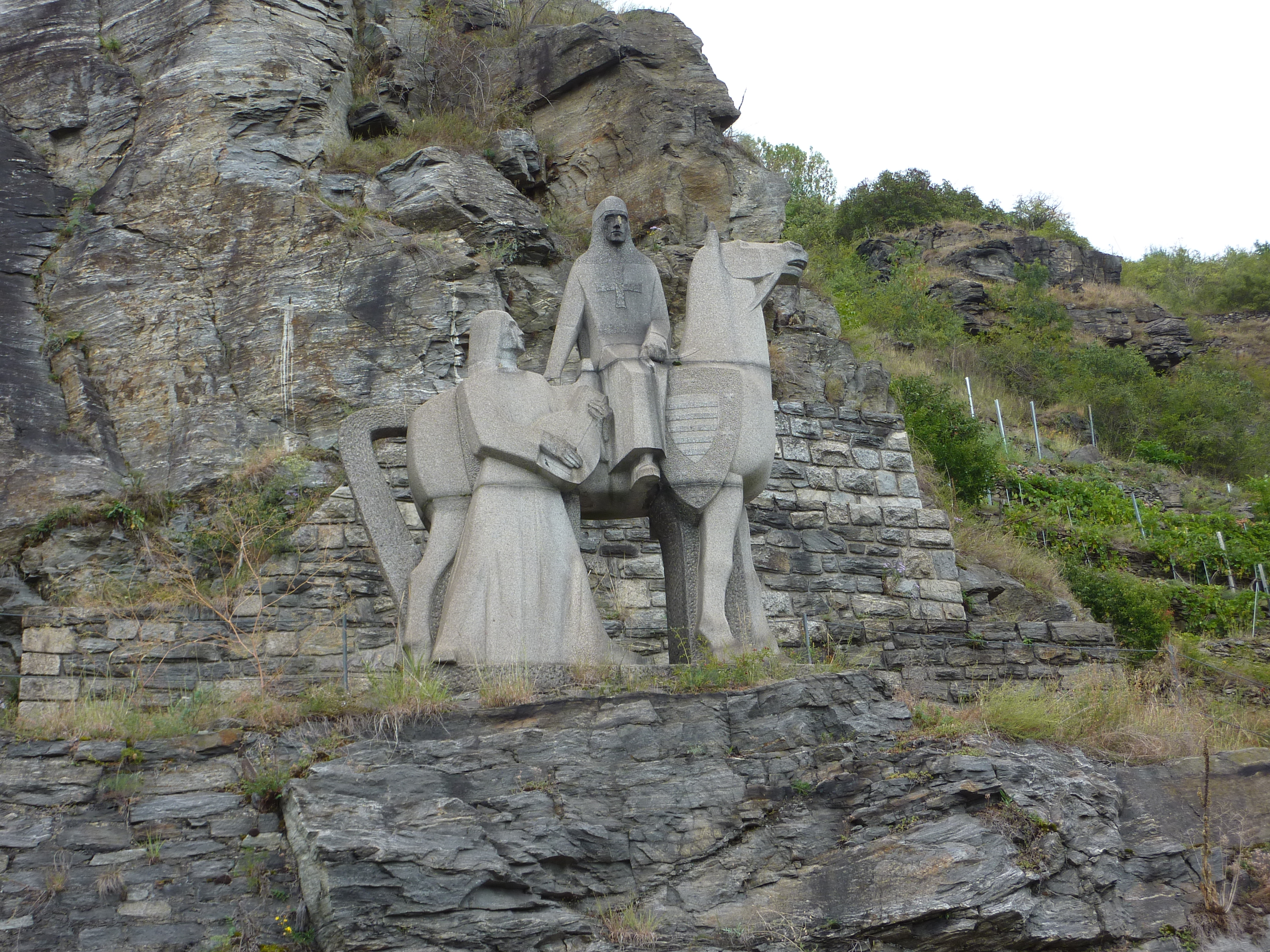
Darstellung von Blondel de Nesle beim Reiterstandbild Richard Löwenherz westlich von Dürnstein, Niederösterreich

- Um 1155: Blondel de Nesle, nordfranzösischer Trouvère († um 1210)[82]
- Um 1155: Jiang Kui, chinesischer Dichter und Komponist († um 1221)[102]
- Zwischen 1150 und 1155: Hugues de Berzé, Trouvere († 1220)[103]

1160
- Um 1160: Gace Brulé, nordfranzösischer Trouvère († um 1213)[83]
- Um 1160: Raimon Vidal de Besalú, spanischer Trobador († unbekannt)
- Um 1160: Philipp der Kanzler, christlicher Philosoph und Theologe († 1236)
- Um 1160: Alamanda de Castelnau, okzitanische Trobairitz († unbekannt)
- Um 1160: Peirol, französischer Troubadour († nach 1221)[104]
- Vor 1160: Berenguier de Palazol, katalanischer Troubadour (nach † 1209)[105]
- Zwischen 1160 und 1165: Hartmann von Aue, mittelhochdeutsche Epiker († vermutlich zwischen 1210 und 1220)[106]

1163
- Bernard Itier, Mönch und Chronist der Abtei Saint-Martial von Limoges († 1225)[107]

1165

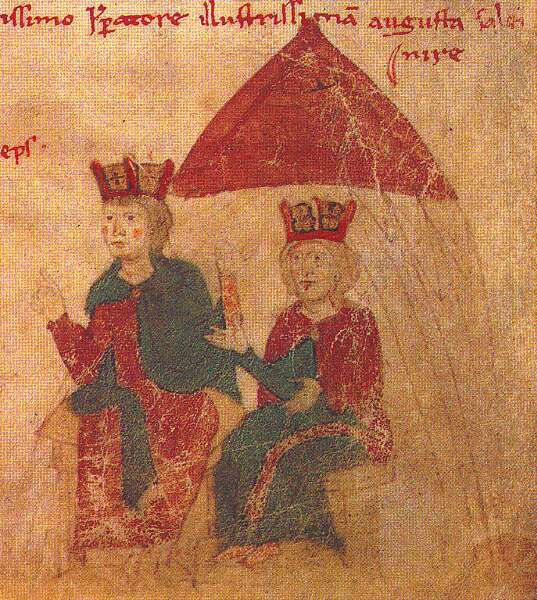
Heinrich VI. und Konstanze von Sizilien; Liber ad honorem Augusti des Petrus de Ebulo, 1196

- 00. November: Heinrich VI., Kaiser des Heiligen Römischen Reiches und Minnesänger († 1197)
- Um 1165: Jean Bodel, altfranzösischer Spielmann und mittelalterlicher Dichter († um 1209)[108]
- Um 1165: Gautier de Dargies, Trouvère († nach 1236)[109]
- Um 1165: Eleasar ben Juda ben Kalonymos, deutscher Rabbiner, Autor, Dichter und Kabbalist († 1238)

1170

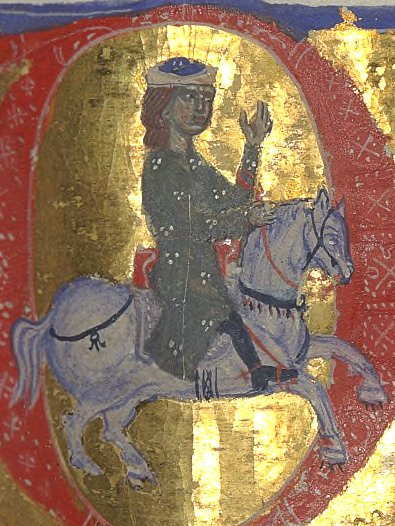
Aimeric de Péguilhan

- Um 1170: Wolfram von Eschenbach, deutscher Dichter und Minnesänger († um oder nach 1220)[110]
- Um 1170: Heinrich I., Fürst von Anhalt und Minnesänger († 1252)
- Um 1170: Aimeric de Péguilhan, okzitanischer Troubadour († um 1230)[66]
- Um 1170: Gui d’Ussel, Troubadour († vor 1225)[111]
- Um 1170: Alexander de Villa Dei, französischer Autor († um 1240)
- Um 1170: Walther von der Vogelweide, deutscher Spruchdichter und Minnesänger († um 1230)[67][68]
- Vor 1170: Robert Grosseteste, englischer Theologe und Bischof von Lincoln († 1253)
- Vor 1170: Arnaut de Mareuil, provencalischer Troubadour († nach 1200)[44]

1171
- Vor 1171: Hue d’Oisy, Trouvère, Herr von Oisy, Kastellan von Cambrai und Vicomte von Meaux († 1190)[48]

1174
- Vor 1174: Bligger von Steinach, deutscher Minnesänger († nach 1209)

1175
- Um 1175: Peire Vidal, okzitanischer Troubadour († um 1210)[112]
- Vor 1175: Heinrich von Rugge, deutscher Minnesänger († nach 1190)
- Zwischen 1175 und 1185: Ulrich von Singenberg, mittelhochdeutscher Dichter und Minnesänger († um 1235)

### Geboren 1176 bis 1200
1177

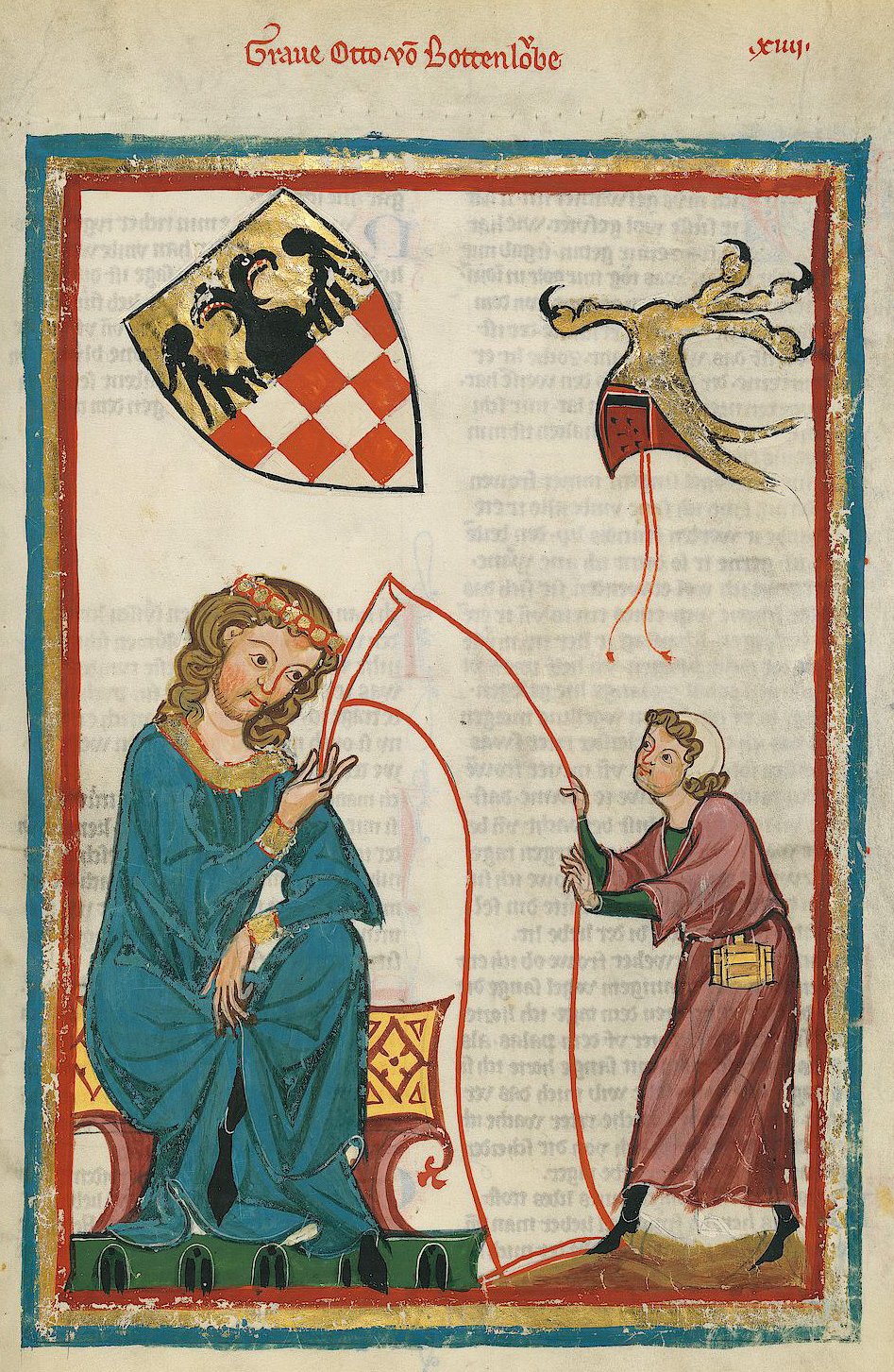
Otto von Botenlauben vertraut einem Boten sein Lied an (Codex Manesse, 14. Jahrhundert)

- Gautier de Coincy, französischer Abt und Dichter († 1236)[113]
- Um 1177: Otto von Botenlauben, deutscher Minnesänger († vor 1245)

1178
- Vor 1178: Raimon Jordan, aquitanischer Troubadour († nach 1195)[56]

1179
- Snorri Sturluson, altisländischer Skalde und Historiker († 1241)

1180
- Um 1180: Simon d'Authie, französischer Trouvère († nach 1235)[114]
- Um 1180: Peire Cardenal, französischer Troubadour († um 1278)[115]
- Vor 1180: Albrecht von Johansdorf, mittelhochdeutscher Dichter von Minneliedern († nach 1209)[58]
- Vor 1180: Pierre de Molins, französischer Trouvère († nach 1220)[62][63]

1185

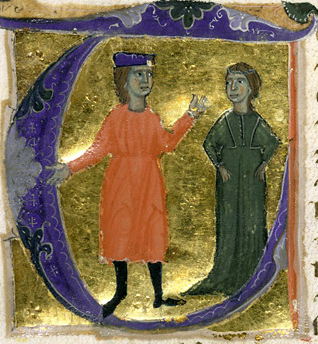
Gaucelm Faidit, Darstellung aus Bibliothèque Nationale, MS cod. fr. 12473, 13. Jahrhundert

- Vor 1185: Gaucelm Faidit, französischer Troubadour († nach 1202)[116]
- Vor 1185: Raimon de Miraval, okzitanischer Troubadour († nach 1229)[64]

1190
- Um 1190: Neidhart von Reuental, Dichter († nach 1236)[117]
- Um 1190: Guillaume le Vinier, französischer Trouvère († 1245)[118]
- Vor 1190: Guo Mian, chinesischer Musiker und Zitherspieler († nach 1260)[119]

1194
- Um 1194: Heinrich von Sax, deutscher Dichter und Minnesänger († nach 1236)

1196
- Vor 1196: Bernger von Horheim, rheinischer Minnesänger († nach 1196)[120]

1200
- Um 1200: Vinzenz von Kielcza, polnischer Kanoniker, Dominikaner, Poet und Komponist († nach 1262)
- Um 1200: Ulrich von Liechtenstein, mittelhochdeutscher Dichter und Minnesänger († 1275)[121]
- Um 1200: Reinmar von Zweter, mittelhochdeutscher Spruchdichter († nach 1248)[122]

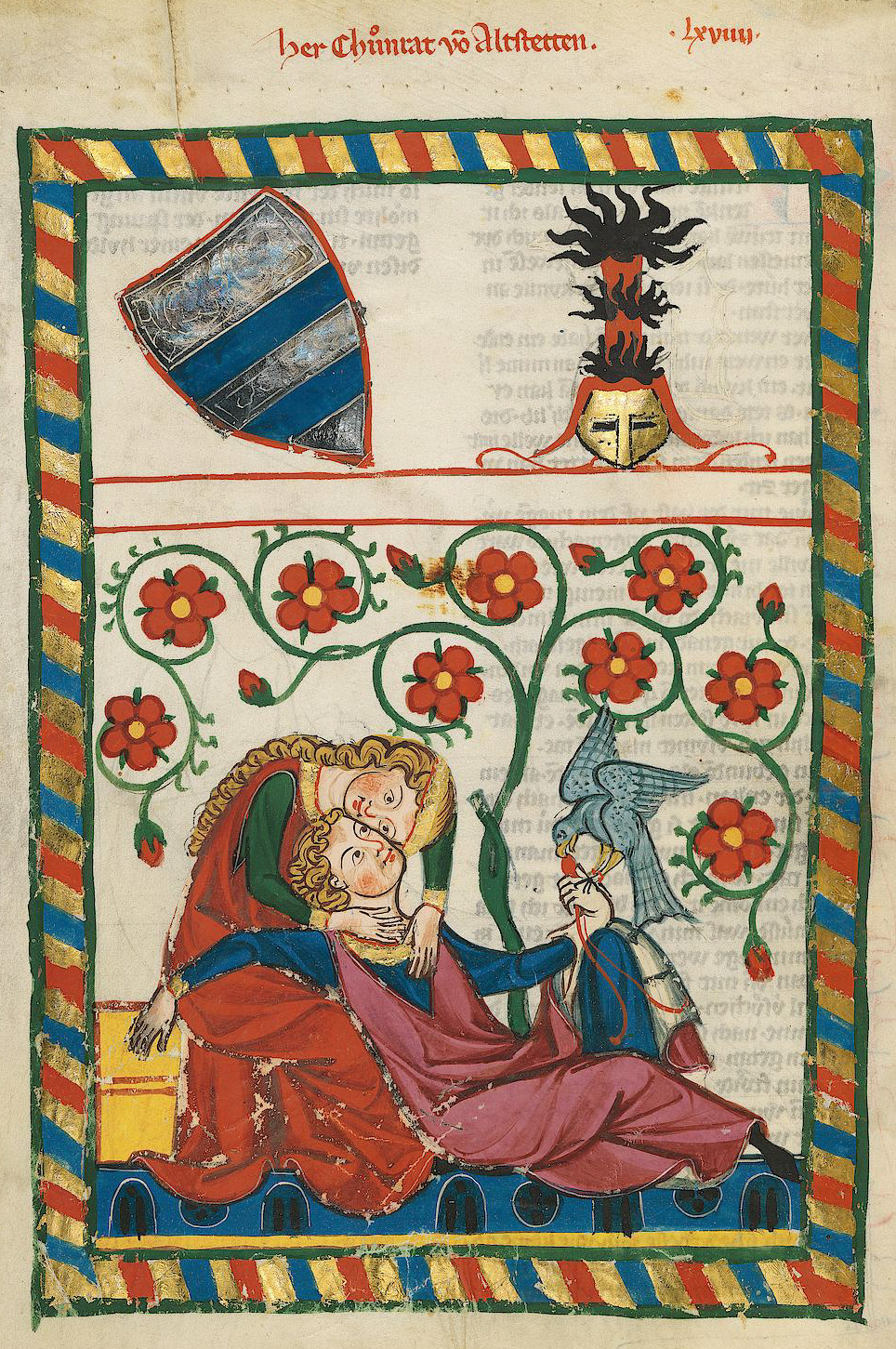
Konrad von Altstetten, (Codex Manesse, 14. Jahrhundert)

Geboren im 12. Jahrhundert

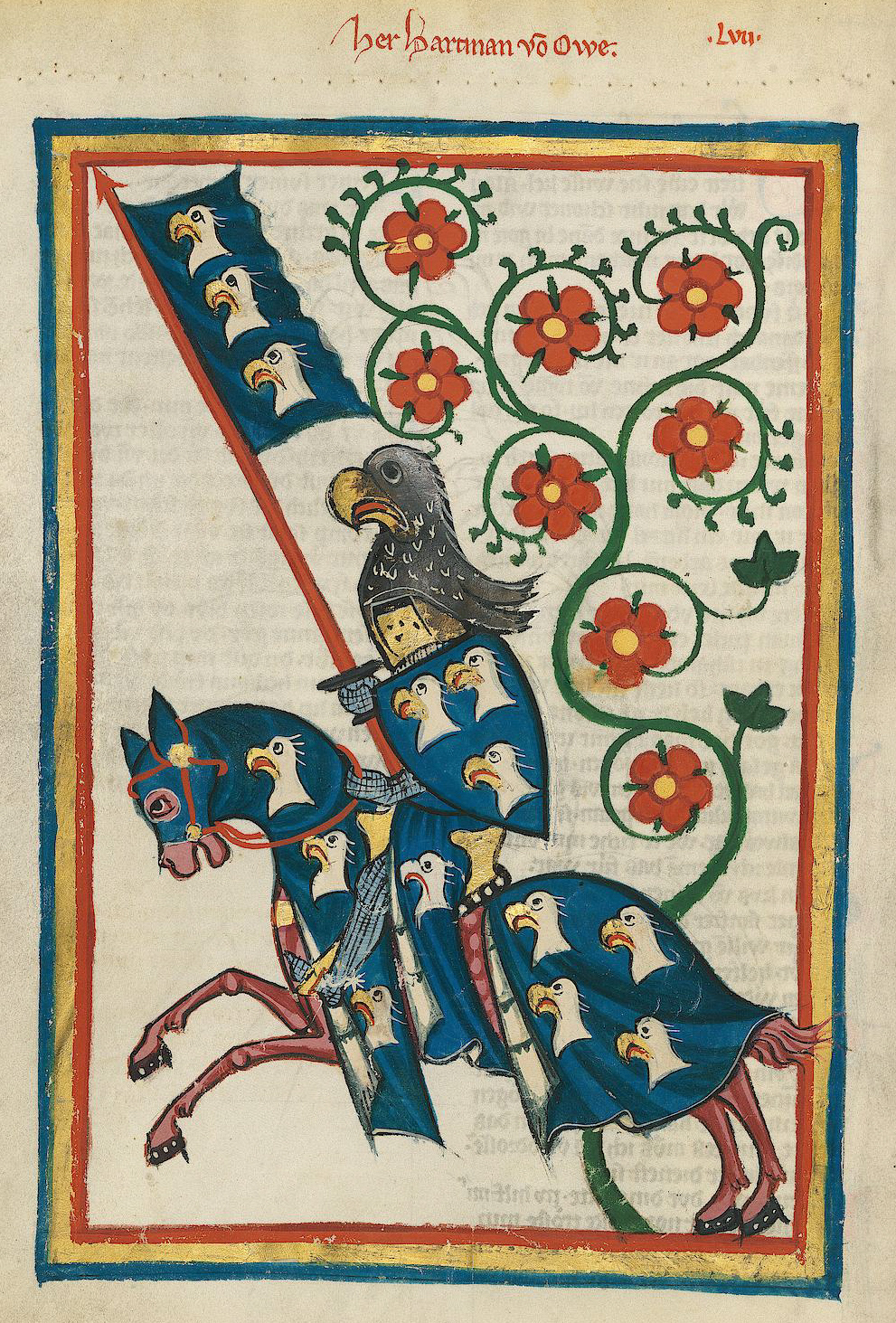
Hartmann von Aue, (Codex Manesse, 14. Jahrhundert)

- Hartmann von Aue, mittelhochdeutscher Dichter († vermutlich zwischen 1210 und 1220)[123]
- Kastellan von Coucy, Troubadour († 13. Jahrhundert)[65]
- Ulrich von Gutenburg, Minnesänger († 13. Jahrhundert)[51]
- Der von Kürenberg, mittelhochdeutscher Dichter von Minneliedern († 12. oder 13. Jahrhundert)
- Heinrich von Morungen, mittelhochdeutscher Minnesänger († 1222)[124]
- Rudolf von Neuenburg, Minnesänger aus dem Geschlecht der Grafen von Neuenburg († vor 30. August 1196)[125]
- Hartwig von Raute, deutschsprachiger Minnesänger († 12. oder 13. Jahrhundert)
- Burggraf von Regensburg, Regensburger Minnesänger hochadeligen Geschlechts († 12. Jahrhundert)[42]
- Reinmar der Alte, deutscher Minnesänger († vor 1210)[126]
- Burggraf von Rietenburg, Riedenburger Minnesänger hochadeligen Geschlechts († 12. Jahrhundert)
- Meinloh von Sevelingen, deutscher Minnesänger († 12. Jahrhundert)
- Spervogel, mittelhochdeutscher Sangspruchdichter († 12. oder 13. Jahrhundert)[127]
- Gottfried von Straßburg, mittelhochdeutscher Dichter († um 1215)[128]
- Raimbaut de Vaqueiras, südfranzösischer Troubadour († nach 1202)[59][60]

Geboren im 12. Jahrhundert oder 13. Jahrhundert
- Konrad von Altstetten, Minnesänger († 13. Jahrhundert)
- Burkart von Hohenfels, mittelhochdeutscher Dichter von Minneliedern († 13. Jahrhundert)
- Wachsmut von Künzingen, Minnesänger († 13. Jahrhundert)
- Heinrich von der Mure, steirischer Minnesänger († 13. oder 14. Jahrhundert)
- Niune, fahrender Sänger († 13. Jahrhundert)
- Rudolf von Rotenburg, mittelhochdeutscher Dichter († nach 1250)
- Dietmar der Setzer, Ritter und Spruchdichter († 13. oder 14. Jahrhundert)
- Der von Suonegge, steirischer Minnesänger († 13. oder 14. Jahrhundert)

## Gestorben

### Gestorben 1101 bis 1125
1101

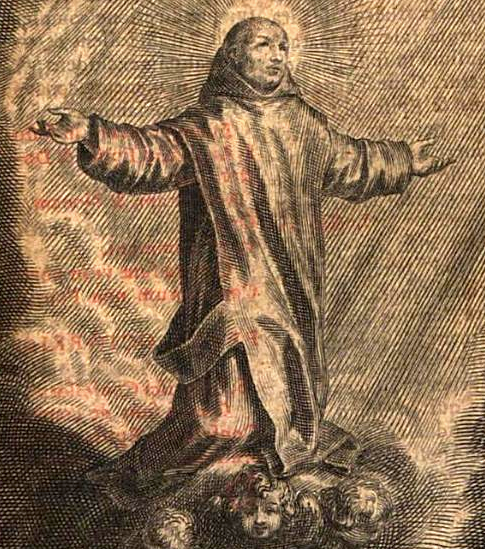
Bruno von Köln im Habit der Kartäuser, Darstellung aus dem Breviarium Cartusiani ordinis (1642)

- 24. August: Su Shi, Dichter der chinesischen Song-Dynastie (* 1037)[129][130]
- 06. Oktober: Bruno von Köln, Begründer des Kartäuserordens (* zwischen 1027 und 1030)[131]

1102
- Thiema von Niederaltaich, Glockengießer[132]

1103
- 17. Januar: Frutolf von Michelsberg, Mönch, Priester und Musiktheoretiker im Kloster Michelsberg in Bamberg (* 11. Jahrhundert)[133]

1105
- 13. Juli: Raschi, Rabbiner und Talmud-Kommentator aus Troyes (* 1041)[134]

1111

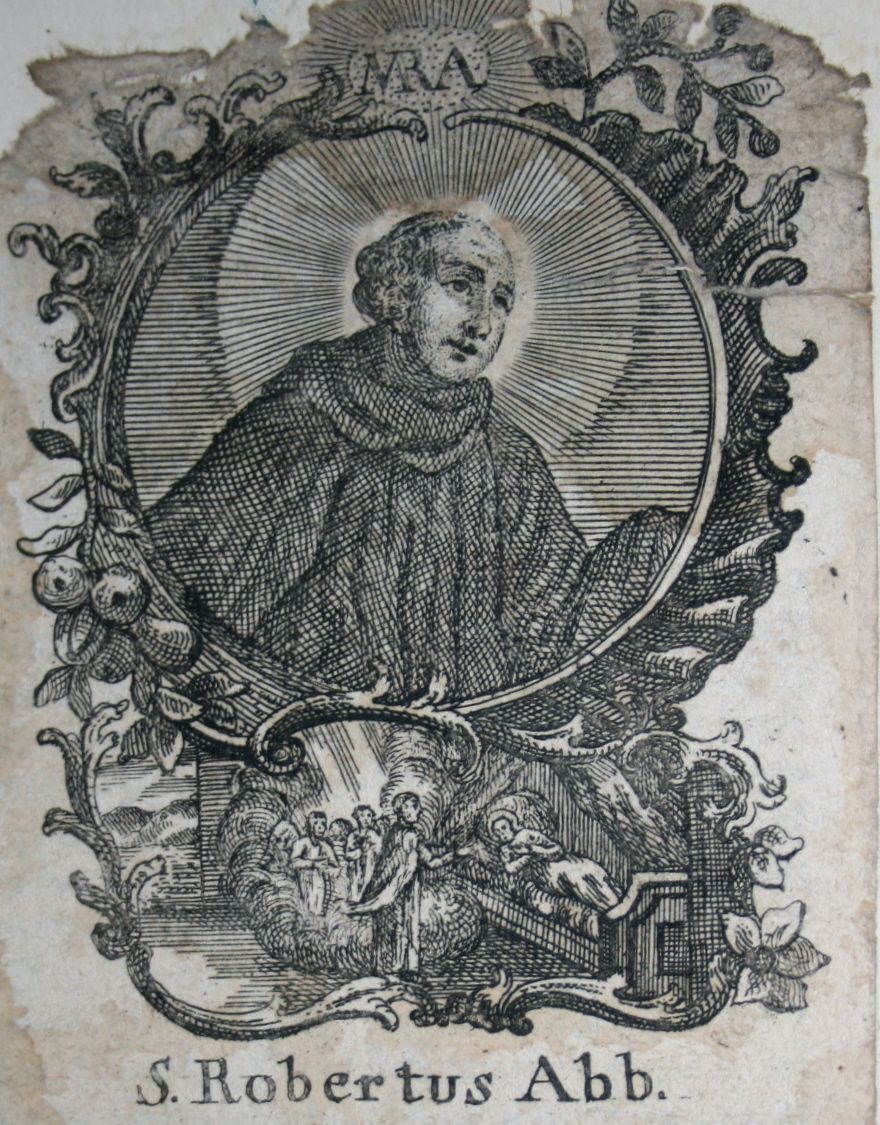
Robert von Molesme in einer barocken Darstellung

- 17. April: Robert von Molesme, Benediktiner-Abt, Ordensreformer und Mitbegründer des Zisterzienserordens (* um 1028)
- 19. Dezember: al-Ghazālī, persischer Theologe, Philosoph und Mystiker (* 1055 oder 1056)[135]

1112
- 05. Oktober: Sigebert von Gembloux, ghibellinischer Historiograph, Hagiograph, Theologe, Liturgiker, Komputist und Publizist (* um 1030)

1120
- 29. April: Theoger von Sankt Georgen, Bischof und Musiktheoretiker (* um 1050)[13]
- 15. Juli: Egino, Reformabt am Benediktinerkloster St. Ulrich und Afra in Augsburg, Dichter und Komponist (* um 1065)

1121
- 23. April: Jón Ögmundsson, isländischer Bischof, selbst als Sänger bekannt (* 1052)

1122
- Adam, seit 1099 Abt von Saint-Denis (* unbekannt)
- Chen Yang, chinesischer Musiktheoretiker (* um 1059)[136]

1123
- Milarepa, tantrischer Meister, Dichter, Komponist und Begründer der Kagyü-Schulen des tibetischen Buddhismus (* 1040)

1124

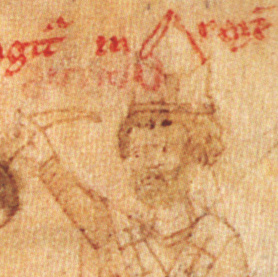
Calixt II., Abbildung aus dem Liber ad honorem Augusti des Petrus de Ebulo, 1196

- 13. Dezember: Calixtus II., Papst und Initiator des Codex Calixtinus (* um 1060)

### Gestorben 1126 bis 1150
1126
- 10. Februar: Wilhelm IX., Herzog von Aquitanien und Gascogne, wird als erster Trobador gesehen (* 1071)[72]
- 08. Dezember: Abū l-Walīd ibn Ruschd, malikitischer Gelehrter (* 1058 oder 1059)

1129
- 04. März: Rupert von Deutz, Exeget, Mystiker und Liturgiekommentator (* um 1070)[5]

1130
- 07. Januar: Balderich von Bourgueil, französischer Abt, Bischof, Dichter und Prosaschriftsteller, Metropolit von Dol (* 1046)

1132

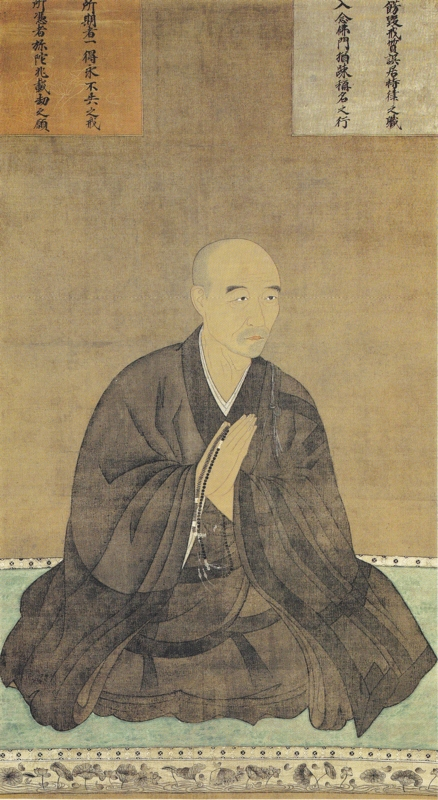
Ryōnin

- 19. Februar: Ryōnin, japanischer Priester, Musiker und Gründer der Yūzū-Nembutsu-Lehre des Buddhismus (* 1073)

1134
- 28. März: Stephan Harding, englischer Abt der Zisterzienser, katholischer Heiliger (* um 1059)
- 07. September: Alfons I., König von Aragón und Navarra sowie Troubadour (* 1073)
- 30. Oktober: Abu al-Salt, andalusisch-arabischer Universalgelehrter und Musiktheoretiker (* 1067)[137]

1136
- 22. Dezember: Jutta von Sponheim, Reklusin und Vorsteherin einer benediktinischen Frauenklause auf dem Disibodenberg (* um 1092)

1137
- 09. April: Wilhelm X., Herzog von Aquitanien (* 1099)
- 27. Juli: Guigo I. auch Guigo der Kartäuser, französischer Mönch und fünfter Prior der Grande Chartreuse und Generalminister des Kartäuserordens (* 1083)

1138
- 10. März: Rudolf von St. Trond, wallonischer Benediktinermönch, Geistlicher, Musikwissenschaftler und Komponist (* um 1070)[9]
- Um 1138: Ibn Baddscha, andalusisch-muslimischer Universalgelehrter auf den Gebieten islamische Astronomie, Logik in der islamischen Philosophie, arabische Musik, frühe islamische Philosophie, Physik im mittelalterlichen Islam, islamische Psychologie, arabische Poesie und Wissenschaft (* um 1095)

1141

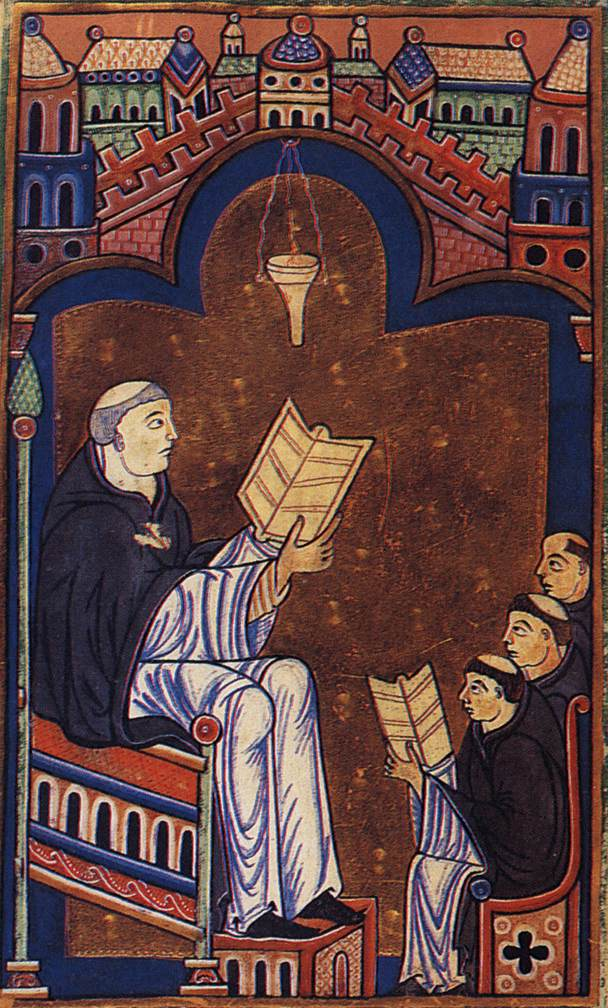
Hugo von Sankt Viktor beim Unterricht in seiner Klosterschule in Paris

- 11. Februar: Hugo von St. Viktor, christlicher Theologe und Philosoph (* um 1097)
- Jehuda ha-Levi, sephardischer Philosoph, gilt als der bedeutendste hebräische Dichter des Mittelalters (* um 1074)

1142
- 21. April: Petrus Abaelardus, französischer Philosoph, Scholastiker, Musiker und Schriftsteller (* 1079)[8]

1146
- Adam von St. Viktor, Dichter und Komponist (* unbekannt)[7]

1147
- Um 1147: Ibn Bassām, islamischer Geschichtsschreiber und Poet in Al-Andalus (* vor 1084)

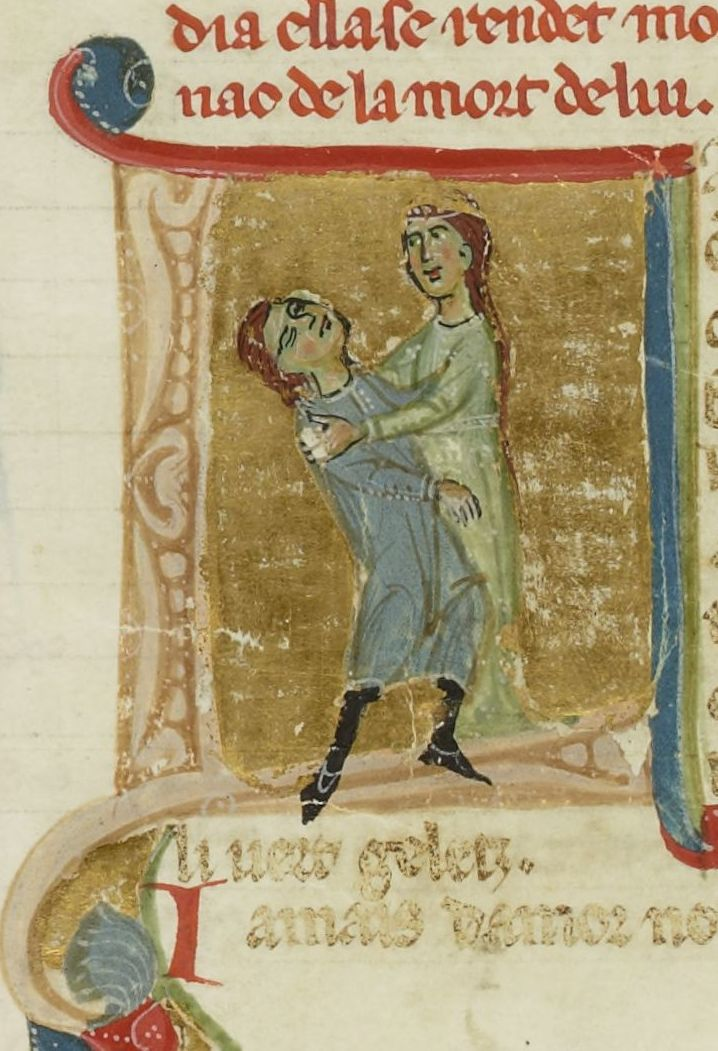
Jaufré Rudel stirbt in den Armen der Gräfin von Tripoli (MS der Bibliothèque Nationale)

- Um 1147: Jaufré Rudel, französischer Troubadour (* um 1100)[16]

1149
- Nach 1149: Cercamon, Troubadour (* vor 1130)[24]

1150
- Nach 1150: Marcabru, französischer Troubadour (* vor 1129)[19]

### Gestorben 1151 bis 1175
1151
- Nach 1151: Udalschalk, Abt der des Benediktinerklosters St. Ulrich und Afra in Augsburg und Komponist (* vor 1118)[88][15]

1152
- Nach 1152: Goslenus, Bischof von Soissons und Komponist (* vor 1126)[17]

1153
- 20. August: Bernhard von Clairvaux, Abt des Klosters Clairvaux, Kreuzzugsprediger und Mystiker (* um 1090)

1156
- 25. Dezember: Petrus Venerabilis, Klosterreformer und Abt von Cluny (* 1092 oder 1094)

1157
- Nach 1157: Guido von Cherlieu, Zisterziensermönch und Abt (* vor 1132)[20]

1160
- 02. Oktober: Ibn Quzman, islamischer Dichter (* 1087)
- Um 1160: Guerau III. de Cabrera, katalanischer Adliger und okzitanischer Troubadour (* unbekannt)
- Um 1160: Hugo Primas, französische Wanderscholar, Literaturgelehrte und Dichter (* um 1086)[11]

1164

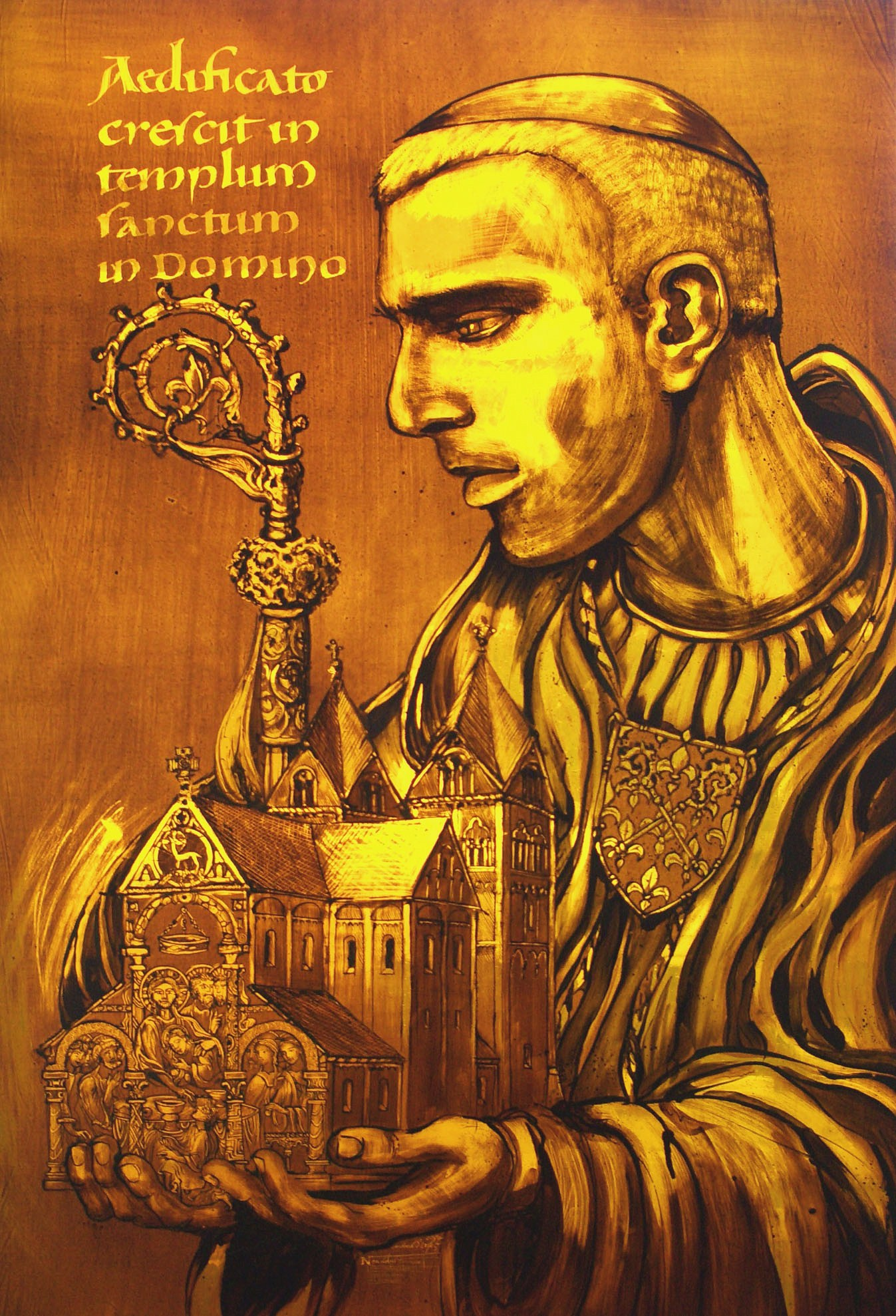
Hugo de Fosses (Glasmalerei von Andreas Armin d’Orfey, Curia Generalizia dei Premostratensi, Rom)

- 10. Februar: Hugo von Fosses, Abt der Abtei Prémontré, dem Mutterkloster der Prämonstratenser (* um 1093)
- Heloisa, Ehefrau des Philosophen und Theologen Peter Abaelard und Äbtissin des Klosters Le Paraclet bei Nogent-sur-Seine (* um 1095)

1165
- Nach 1165: Archipoeta, lateinischsprachiger Dichter (* zwischen 1125 und 1135)[138]

1167
- 12. Januar: Aelred von Rievaulx, mittelalterlicher Abt, Prediger, Mystiker und Komponist (* 1110)[86]

1169
- 27. Juni: Gerhoch von Reichersberg, bayerischer Kirchenreformer, Theologe und Regularkanoniker (* 1092 oder 1093)

1170
- 21. Mai: Godric, englischer Heiliger und Eremit (* um 1069)[139]
- Eble III. von Ventadour, Patron und Protektor des Troubadours Bernart de Ventadorn (* unbekannt)[29]
- Nach 1170: Peire d’Alvernhe, französischer? Troubadour (* vor 1149)[97]

1171

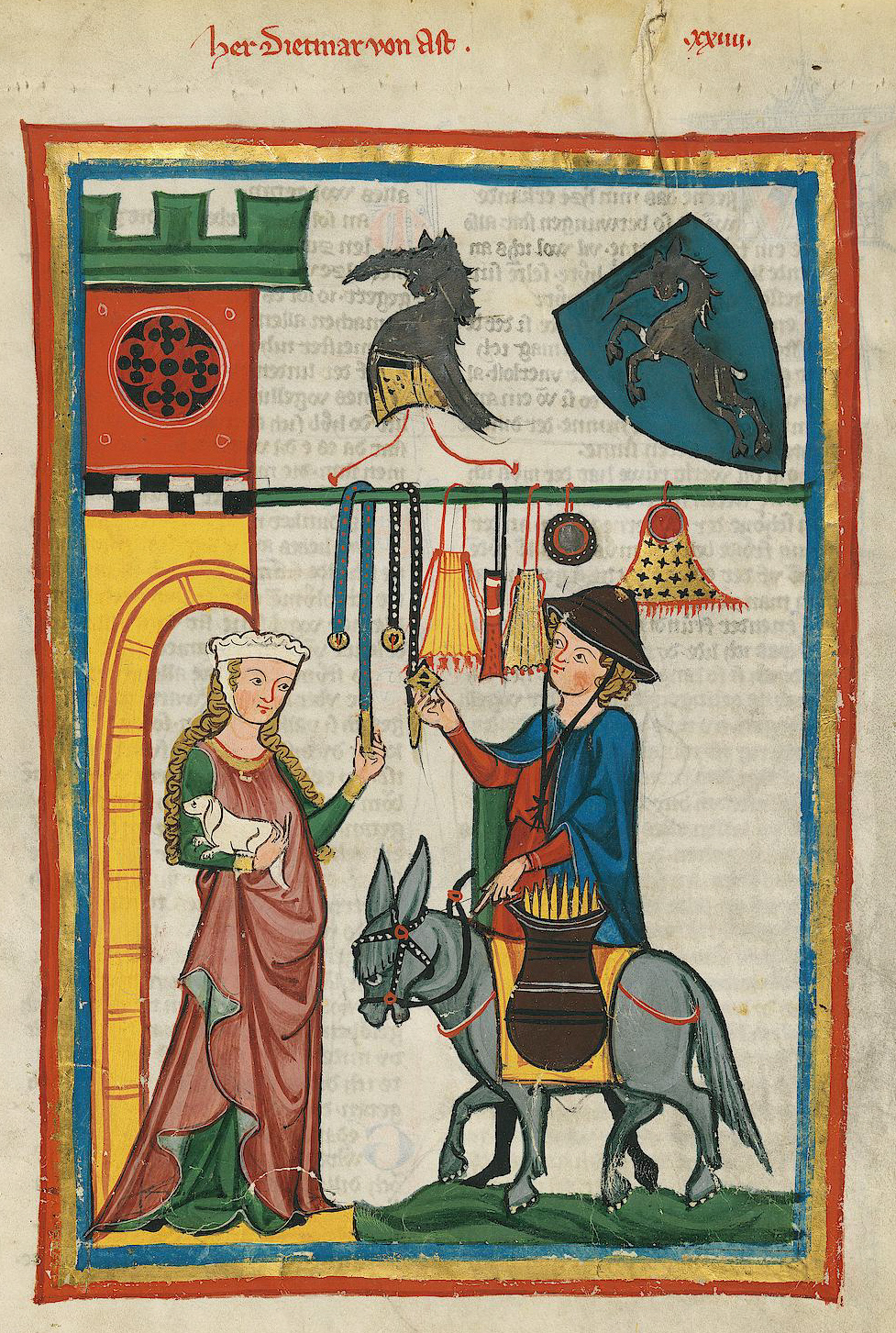
Dietmar von Aist, (Codex Manesse, 14. Jahrhundert)

- Nach 1171: Dietmar von Aist, österreichischer Minnesänger (* um 1115)[87]

1173
- 16. März: Richard von St. Viktor, Augustinerchorherr und seinerzeit einer der wichtigsten Theologen in Paris (* um 1110)
- Nerses IV. Schnorhali, Katholikos der Armenischen Apostolischen Kirche (* 1102)
- Raimbaut d’Aurenga, erster provenzalischer Troubadour und Dichter (* um 1144)[38]

### Gestorben 1176 bis 1200
1176
- Nach 1176: Albertus Parisiensis, französischer Sänger und Komponist (* vor 1140)[94]

1178

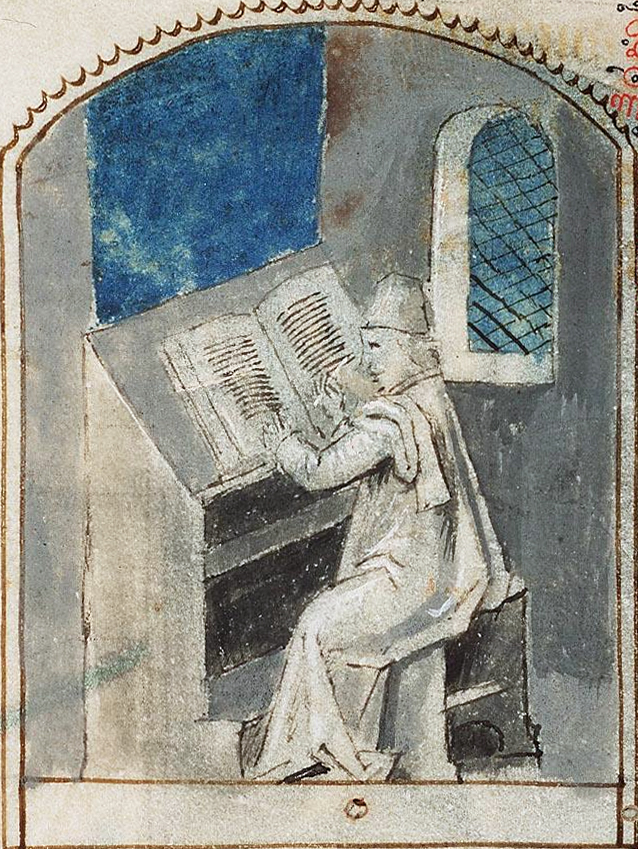
Petrus Comestor in einer späteren Abschrift der Historia Scholastica, ca. 1470

- 27. März: Frowin, zweiter Abt des Klosters Engelberg (* vor 1141)
- 22. Oktober: Petrus Comestor, französischer Theologe (* um 1100)[140]

1179
- 17. September: Hildegard von Bingen, Ärztin, Mystikerin, Naturforscherin, Musikerin und Theologin (* 1098)[12]

1180
- 25. Oktober: Johannes von Salisbury, englischer Theologe, Musiktheoretiker und Bischof von Chartres (* um 1115)[22]

1181
- Serlo von Wilton, englischer Dichter, dessen Gedichte in Conductuskompositionen der Notre-Dame-Schule verwendet werden (* um 1105)[49]

1187
- Gerhard von Cremona, Übersetzer, Diakon und Lehrer in Spanien, Übersetzer musikalischer Werke aus dem Arabischen (* 1114)

1190

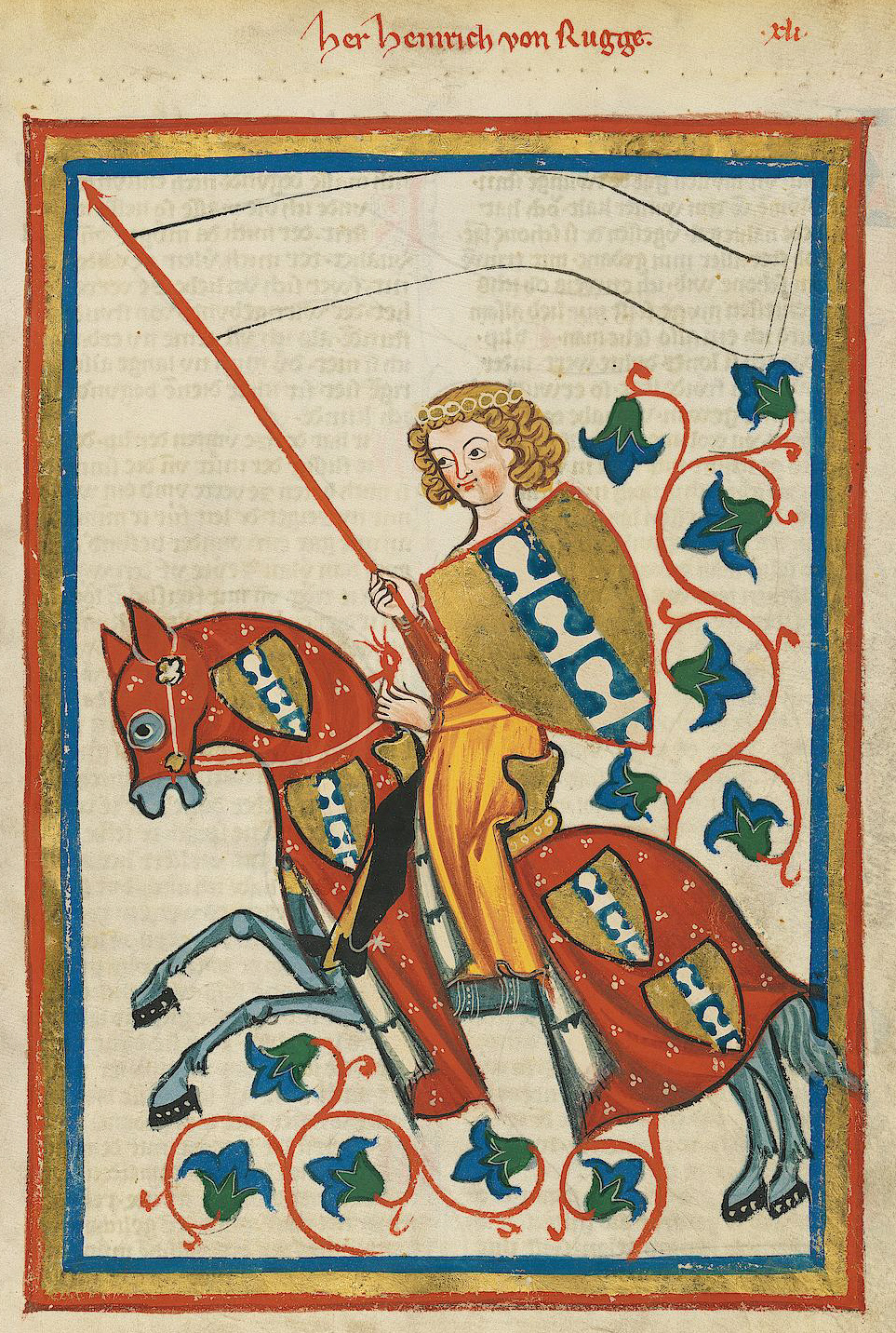
Heinrich von Rugge (Codex Manesse, 14. Jahrhundert)

- 06. Mai: Friedrich von Hausen, deutscher Ministeriale und Minnesänger (* um 1150)[47]
- 30. August: Hue d’Oisy, Trouvère, Herr von Oisy, Kastellan von Cambrai und Vicomte von Meaux (* vor 1171)[48]
- Guglielmo Roffredi, italienischer? Bischof und Musiktheoretiker (* unbekannt)[53]
- Um 1190: Walter von Châtillon, französischer Schriftsteller und Theologe (* um 1135)[92]
- Um 1190: Chrétien de Troyes, altfranzösischer Dichter (* um 1140)[37]
- Nach 1190: Heinrich von Rugge, deutscher Minnesänger (* vor 1175)
- Zwischen 1190 und 1200: Heinrich von Veldeke, niederländisch-deutscher Dichter (* vor 1150)[43]

1195
- Herrad von Landsberg, Äbtissin und Schriftstellerin im Hochmittelalter (* um 1130)[41]
- Nach 1195: Raimon Jordan, aquitanischer Troubadour (* vor 1178)[56]

1196

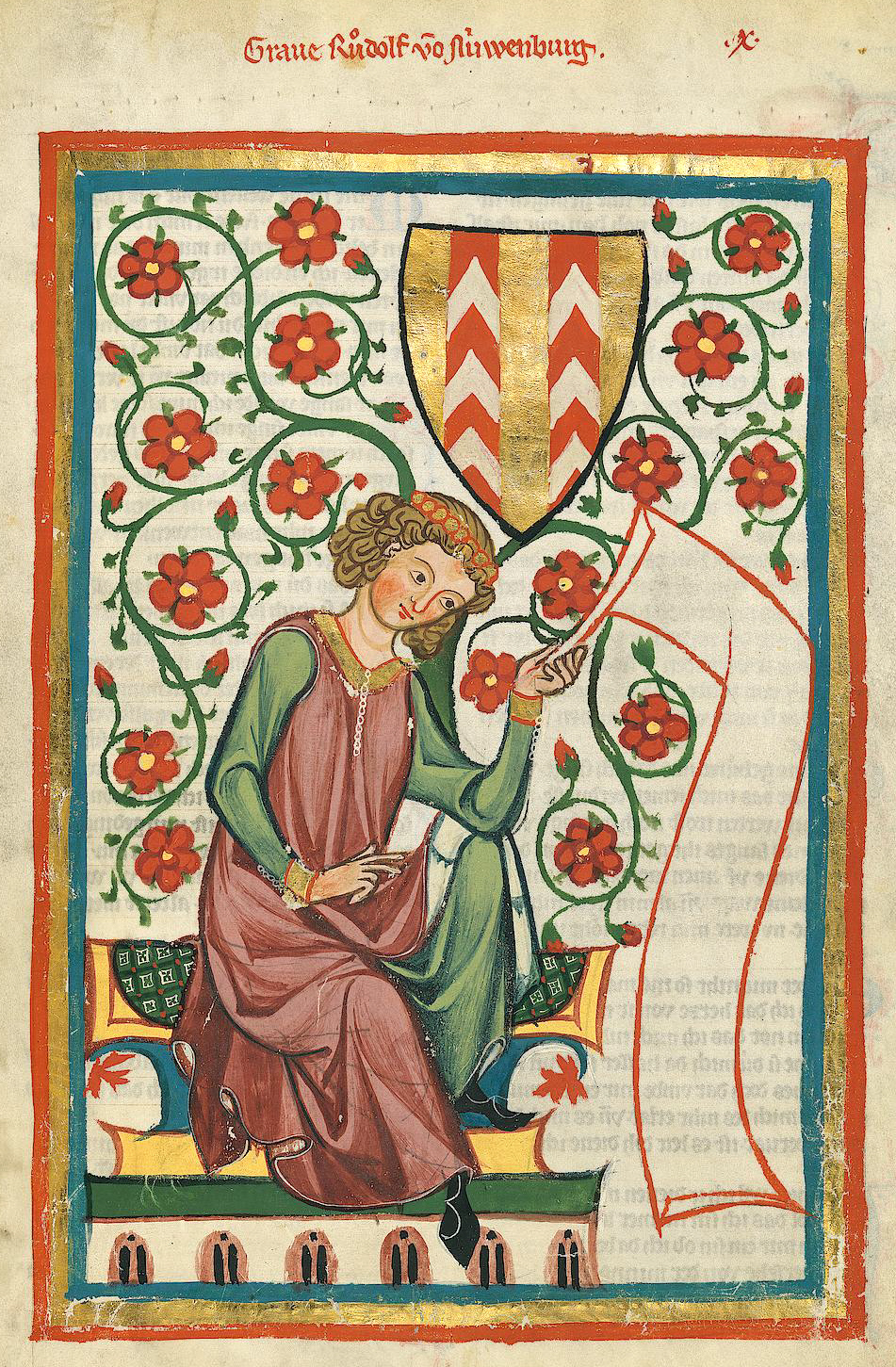
Rudolf von Neuenburg (Codex Manesse, 14. Jahrhundert)

- Vor 30. August: Rudolf von Neuenburg, Minnesänger aus dem Geschlecht der Grafen von Neuenburg (* 12. Jahrhundert)[125]
- Nach 1196: Bernger von Horheim, rheinischer Minnesänger (* vor 1196)[120]

1197
- 28. September: Heinrich VI., Kaiser des Heiligen Römischen Reiches und Minnesänger (* 1165)
- Petrus Cantor, Theologe und Kantor an Notre Dame von Paris (* 1130)

1200
- Um 1200: Guiraut de Bornelh, altfranzösischer Troubadour (* um 1140)[35]
- Um 1200: Bernart de Ventadorn, französischer Troubadour, Komponist und Poet (* um 1125)[29]
- Um 1200 oder 1210: Arnaut Daniel, okzitanischer Troubadour (* um 1150)[98]
- Nach 1200: Arnaut de Mareuil, provencalischer Troubadour (* vor 1170)[44]
- Zwischen 1200 und 1225: Pérotin, französischer Komponist (* zwischen 1150 und 1165)[100][101]

Gestorben im 12. Jahrhundert
- Burggraf von Regensburg, Regensburger Minnesänger hochadeligen Geschlechts (* 12. Jahrhundert)[42]
- Burggraf von Rietenburg, Riedenburger Minnesänger hochadeligen Geschlechts (* 12. Jahrhundert)
- Meinloh von Sevelingen, deutscher Minnesänger (* 12. Jahrhundert)

Gestorben im 12. oder 13. Jahrhundert
- Der von Kürenberg, mittelhochdeutscher Dichter von Minneliedern (* 12. Jahrhundert)
- Hartwig von Raute, deutschsprachiger Minnesänger (* 12. Jahrhundert)
- Spervogel, mittelhochdeutscher Sangspruchdichter (* 12. Jahrhundert)[127]